# Avenida de Maio

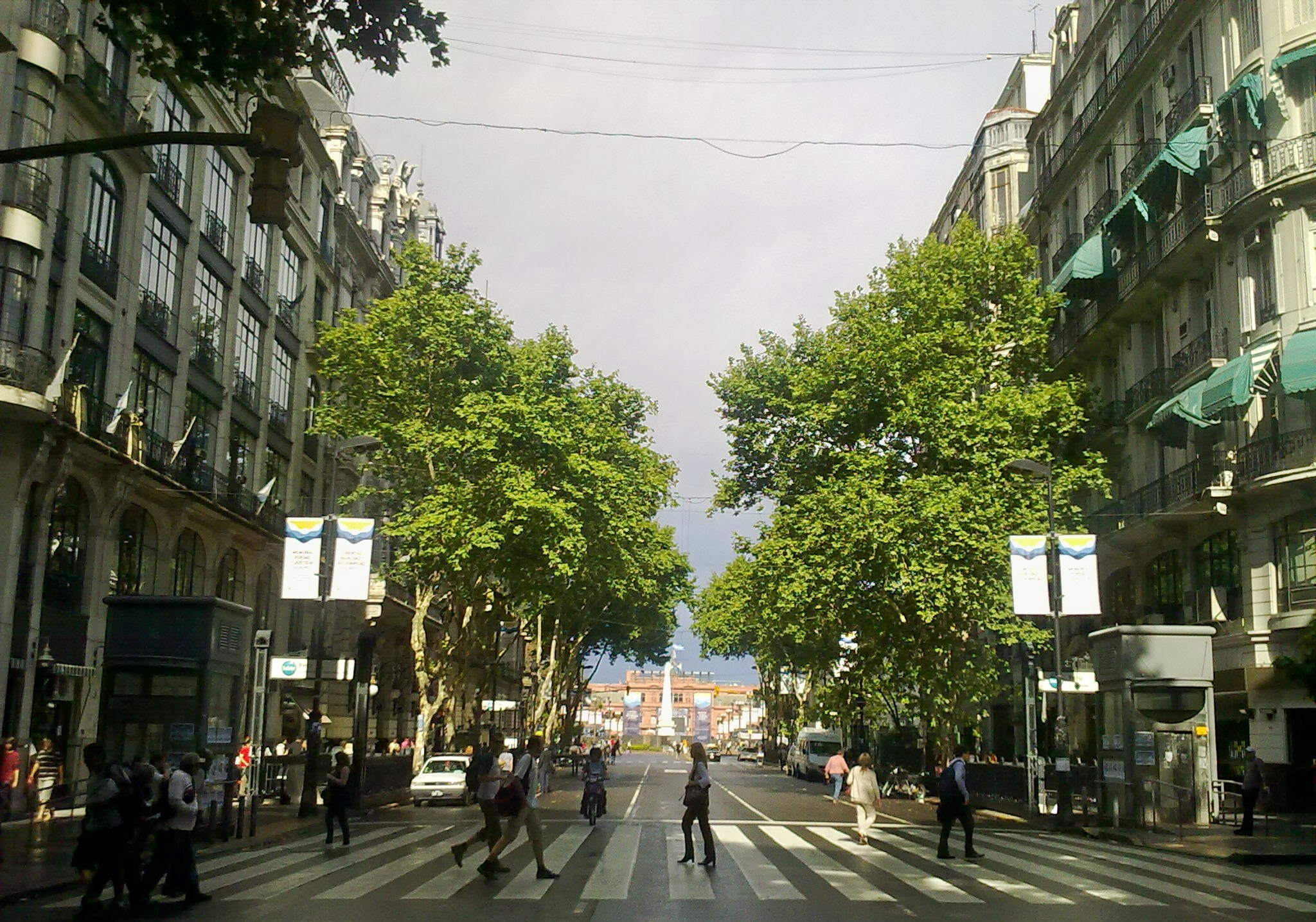
Avenida de Maio

A Avenida de Maio, situada no bairro portenho de Monserrat, foi o primeiro bulevar que teve a Cidade de Buenos Aires, na Argentina e a coluna vertebral do centro histórico e cívico de dita urbe. Nasceu opulenta e majestosa e se transformou com o tempo em símbolo das relações argentino–espanholas, e em cenário de todas as manifestações sociais portenhas. Foi a primeira Avenida da República e de toda América do Sul.
Começa na Rua Bolívar e seu traçado de leste para oeste corre entre as laterais Hipólito Yrigoyen e Avenida Rivadavia. De esta maneira conecta a histórica Praça de Maio com a Plaza do Congresso em uma extensão de unas dez quadras.
Foi inaugurada em 1894 com o pretexto de que servisse de pulmão da população que se concentrava dentro do sector central da urbe e fora a vitrine de apresentação da cidade ao mundo
Seu planejamento foi muito debatido e resistido, pois requereu a expropriação e demolição de construções pertencentes à alta sociedade, além de considerar-se sumamente custoso. Sua realização se inspirou nos bulevares de Paris, mas a caudalosa vertente imigratória espanhola tipificou seu caráter hispânico ao povoar-se de teatros de zarzuelas, cafés de tom madrileno, ateneus, associações literárias e rocks formados por eles, influindo em sua arquitetura, razão pela qual se a sugere comparar com a Gran Vía madrilena.
Converteu-se no grandioso cenário da vida pública de princípios do século XX e as frentes de seus sofisticados edifícios de estilo art nouveau, neoclássico e eclético constituíram o magnífico marco de recepção dos ilustres visitantes estrangeiros. É talvez o melhor exemplo urbano da prosperidade da Argentina de princípios do século XX: debaixo dela circula o primeiro subterrâneo (metro) que está no Hemisfério Sul.
Por tratar-se da via que une ao Congresso da Nação Argentina com a Casa Rosada, sede do poder executivo, é a rota obrigada dos eleitos presidentes da Nação os dias das assunções, e o lugar predileto para os desfiles de protesta o para a realização das celebrações durante as fechas pátrias.
Nela se receberam como heróis aos tripulantes do lendário Voo do Plus Ultra, o ao popular Jorge Newbery e foi o lugar onde o povo presenciou com tristeza o desfile lento dos cortejos fúnebres de mortos ilustres.
Ainda com o transcurso do tempo perdeu jerarquia devido a modificações de toda classe que não respeitaram a estética edilícia, nos últimos anos um programa de revitalização encarado entre os governos de Espanha e Argentina tem revertido em grande parte disto.
O decreto do Poder Executivo Nacional nº 437 do ano 1997 declarou a Avenida de Maio como Lugar Histórico Nacional, o qual implica que não se podem alterar as fachadas dos edifícios nem por determinadas publicidades e marquises. Todo aquele que modifique as estruturas deve ser previamente aprovado pela Comissão Nacional de Monumentos e Lugares Históricos.

## Historia

### A aprovação do projeto
A cidade de Buenos Aires iniciou um importante desenvolvimento a partir de 1880, ano em que foi designada capital da Nação Argentina e o presidente Julio Argentino Roca nomeou intendente da mesma a Torcuato de Alvear.
O impulso gerado pelas obras portuárias e as ferrovias incrementaram o comércio, a inversão e a imigração que se centrou na urbe. Os políticos e literatos conhecidos como a Generación del 80 renderam culto ao progresso e trabalharam estreitamente com inversões estrangeiras, buscando transformar a gran aldea em uma cidade moderna e avançada. Imitando as ideias européias imperantes do momento, consideraram que amplos bulevares contribuíram a lograr-lo.
Alvear buscava fazer mais atrativas as ruas do centro da cidade e com este objetivo em fevereiro de 1882 se dirigiu ao Ministro do Interior da Nação, Bernardo de Irigoyen, para pedir-lhe que se declarara de utilidade pública e se permitisse a expropriação das manzanas compreendidas entre as praças da Victoria (atual Praça de Maio) e Plaza Lorea, e entre as ruas Rivadavia e Victoria (atual Hipólito Yrigoyen), nos setores que foram necessários para a apertura de una avenida. Realizadas as gestões necessárias se ditou em 31 de outubro de 1884 a Lei nº 1.583 que autorizava a abertura de uma avenida de 30 metros de largura entre as mencionadas praças. Em princípio ia chamar-se 25 de Maio, mas finalmente se chamou Avenida de Maio, em homenagem a maio de 1810, mês em que se instalou o primeiro governo pátrio argentino.
O projeto contava com vários antecedentes: já em 1846 Domingo Faustino Sarmiento, futuro presidente argentino, havia mostrado sua admiração pelos bulevares construídos pelo Prefeito de Paris, o Barão Haussmann. Baseados no novo modelo parisiense e com desdém pela arquitetura colonial surgiram diversos projetos para a cidade de Buenos Aires, consistentes em abrir avenidas e diagonais bordejadas por praças. Um deles foi apresentado em 1872 pelos engenheiros Carlos Carranza e Daniel Soler, e consistia em uma avenida de 50 m de largura que unira a atual Plaza de Maio com a de Onze de Setembro.

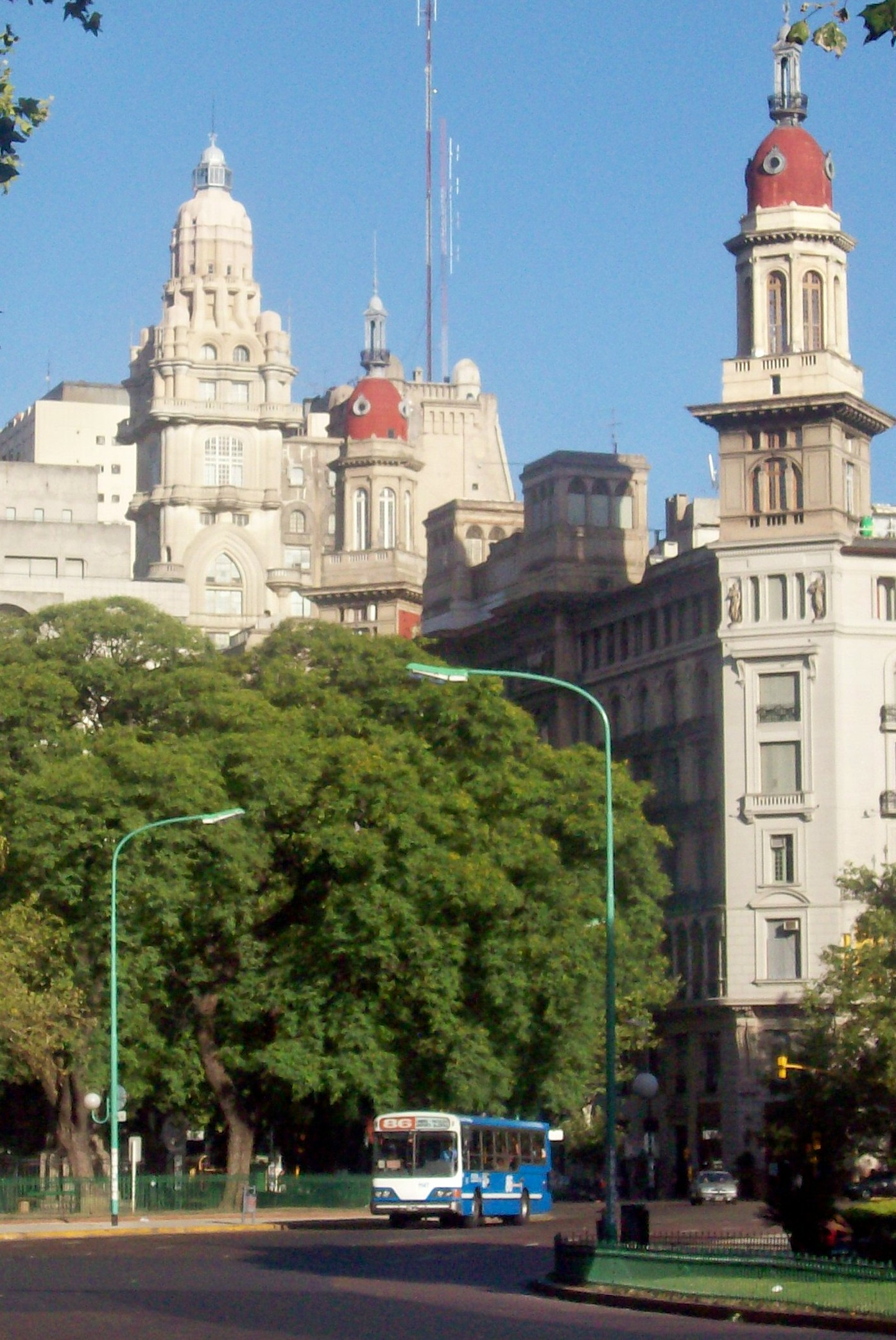
Tramo final da Avenida de Maio

A partir da regulamentação, em 21 de setembro de 1885, da mencionada lei de apertura, se geraram debates na opinião pública e meios periódicos que em geral não foram favoráveis a medida. Muitos consideravam que eram prioritários: completar as redes de água corrente e deságües, alargar as ruas, e terminar com os pântanos e focos de febre dos aforas da cidade, antes que preocupar-se pelo ornato da mesma.
A Municipalidade em mudança considerava que a avenida ou bulevar (durante anos se discutiu qual termo era o correto) era indispensável para facilitar o tráfico comercial entre o Porto de Buenos Aires e a estação ferroviária da Praça Onze de Setembro, melhorar as condições higiênicas, ao servir de pulmão para a população concentrada na zona central, e embelezar a cidade seguindo os modelos de Paris e Londres. Com respeito a este último ponto é de destacar que em 1884, Alvear foi suspendido temporalmente em suas funções, pois a oposição o acusou de mal gastar o dinheiro municipal deixando de lado "o necessário pelo supérfluo”.  No entanto, os partidários da apertura insistiam em que está se tornava indispensável para incrementar as zonas de ar e luz melhorando assim o estado sanitário de una cidade assolada pelas epidemias, que se pareciam fortes precisamente nas ruas estreitas e obscuras.
Miguel Cané, quem seria intendente, porém se a construía, considerava que a capital devia imitar os modelos das cidades européias e terminar com aquelas fachadas de edifícios que ele considerava ridículas e caprichosas. Para isto era necessário estabelecer regras de bom gosto nas frentes dos edifícios, e construir-los de maneira que foram arejados, cômodos e bem iluminados interiormente. A avenida devia então cumprir com preceitos reguladores que asseguraram a homogeneidade arquitetônica tal como sucedia nos bulevares parisienses. Era indispensável que os edifícios alcançassem alturas uniformes, no solo por una questão de estética senão também para evitar prejuízos aos proprietários que não tiverem frente para a avenida. Fixar-se-ia então una altura máxima na avenida de 24 m e una mínima de 20 m.

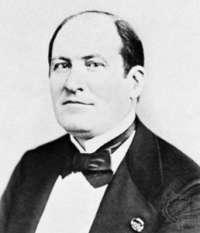
Barão Haussmann, cerca 1865.

Outro tema debatido estava relacionado com decidir se a abertura devia realizar-se enganchando a Rua Rivadavia ou por o meio das mansões situadas entre dita rua e sua paralela Victoria (atual Hipólito Yrigoyen). Este último foi o que finalmente se fez, e era o preferido pelo Diretor de Obras Públicas, o arquiteto Juan Antonio Buschiazzo, devido a que se evitava o contraste entre as novas casas que se construiriam de um lado e as velhas de frente e além de, ao não ser perfeitamente paralelas Rivadavia e Victoria, se teve tido que inutilizar desnecessariamente os edifícios de um custo para lograr a perfeita harmonia entre as duas cruas. Por outra parte, o diário La Nación também sinalava como vantagem de fazer-lo pelo meio, já que dessa maneira se higienizariam os fundos das construções demolidas.
O projeto se foi postergando durante anos, primeiramente pela demora da lei de abertura de ruas e avenidas pelo Congresso da Nação Argentina: o Senado tardou em decidir a aprovação do empréstimo proposto por o Intendente. A Câmara dos Deputados discutiu o termo de utilidade pública que se lhe queria dar ao projeto, já que o Congresso Nacional solo poderia gerar fundos para a Municipalidade se a obra demonstrava ser efetivamente necessária para o bem da população.
A demora veio logo pelo problema das expropriações. O custo de realização era alto, já que por tratar-se de quadras muito povoadas ia ser necessário pagar elevadas somas em indenizações. Existia o temor de que a Municipalidade não pudesse afrontar o pagamento das mesmas. Segundo a lei municipal a expropriação compreenderia, além da parte do terreno necessário para a construção da obra, o resto da propriedade, vendendo-se em remate este excedente. Alvear argumentava que o perdido nas expropriações se recuperaria com longe dado que ditos excedentes aumentariam fortemente de valor una vez feita a artéria, pois as novas construções com frente a mesma atrairiam o comércio de luxo. Os demandados argüiam a inconstitucionalidade da lei, pois se expropriariam terrenos de maior tamanho que os necessários.
Isto originou um novo debate referido a si era correta a venda pela força, sobre todo de aquela parte dos terrenos que não iam a ser utilizados. O intendente argüia que as expropriações se fariam por um preço maior que o valor de venda da propriedade, o que beneficiaria aos proprietários.
Um caso ressonante foi o de Isabel Armstrong de Elortondo, cuja propriedade na Rua Peru ficaria dividida em dois. Em 1888 a Corte Suprema de Justiça da Nação Argentina falhou neste caso, que não era procedente expropriar a totalidade da finca, senão apenas o que fora necessário para que a avenida se construirá. Isto obrigou a Municipalidade a conciliar interesses com os proprietários, que segundo o diário La Nación pretenderam cobrar ingentes sumas pelas frações expropriadas e aproveitar a centuplicação do valor do resto. 
Nesse ano o médico higienalista Antonio Crespo sucedeu a Alvear na intendência e propôs derrogar a lei de apertura da artéria.
Considerava que o abrir uma só avenida solo servia de ornato e propus um novo plano de abertura de avenidas diagonais para melhorar a aeração e higiene urbana. No entanto, a esta altura, a opinião pública preferiu a pro-execução do projeto original.

### As demolições e a inauguração

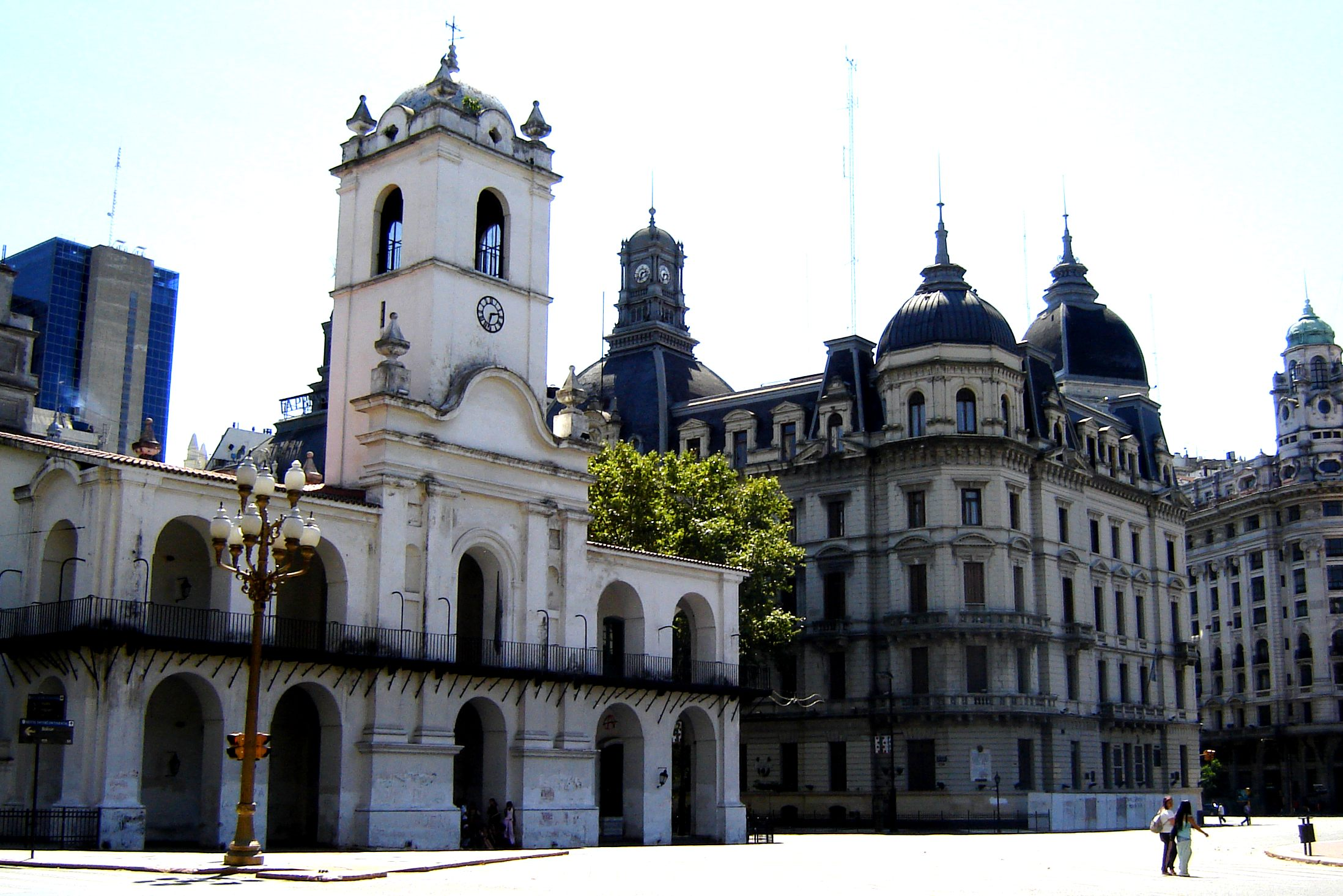
O Cabildo perdeu seus três arcos do norte para que a avenida pudesse chegar até a Plaza de Maio

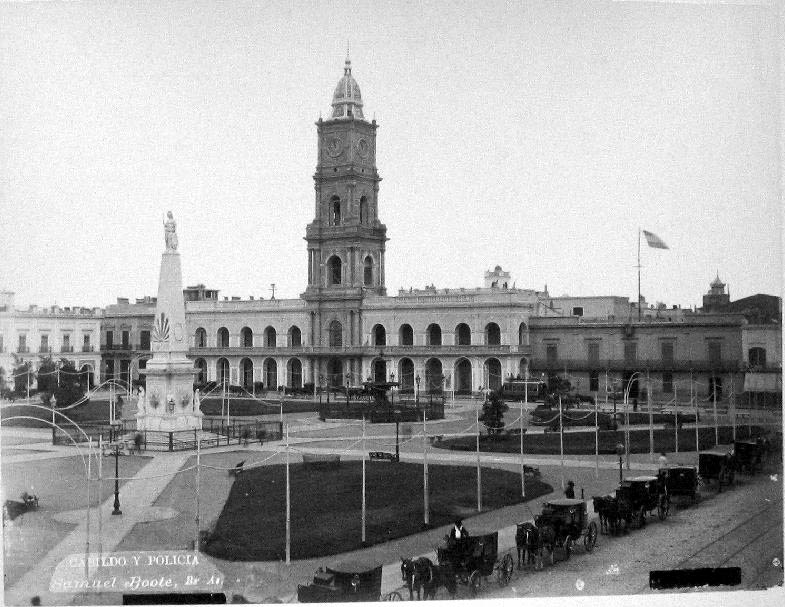
O Cabildo e a Casa da Policía, antes da demolição.

Em 25 de maio de 1888 se iniciou a destruição dos edifícios públicos mais antigos, todos situados sobre a Praça de Maio: a Casa da Polícia, os três arcos do lado norte do Cabildo e o Quartel de Bombeiros. Devido a que Crespo deixou a intendência por enfermidade, era intendente interino Guillermo Cranwell, até que Francisco Seeber, o intendente designado pelo presidente Juárez Celman, voltara da Europa.
Seeber, que havia quedado impressionado pelas ideias arquitetônicas do Barão de Haussman em Paris, desejava executar em Buenos Aires obras similares a da Avenida de Maio para uma maior higiene e viabilidade. Porém, no entanto, começavam já a construir se os primeiros grandes edifícios de comércio.
Seeber retornaria a Europa sem levar a cabo suas ideias e lhe sucederia interinamente Francisco Bollini, porém se aguardava que Torcuato de Alvear, novamente nomeado para o cargo, voltara de uma viagem pela Europa no que buscava recuperar-se de uma enfermidade. Mas o mentor da grande avenida faleceria no regresso em 8 de dezembro de 1890, e pelo tanto nem sequer presenciou a construção da mesma.
A Bollini lhe tocou enfrentar a crise econômica de 1890 y se limitou a atuar como administrador. Durante sua intendência se decidiu abrigar o Palácio de Governo da Cidade de Buenos Aires na esquina norte de Bolívar e a Avenida de Maio, cuja execução continuava sendo difícil e custosa pelos poucos recursos e os regime com os expropriados que exigiam fortes recompensas. Desde o empréstimo acordado em 4 milhões de pesos se havia chegado a investir 10 e meio, e em 1892 se solicitaram dois mais.

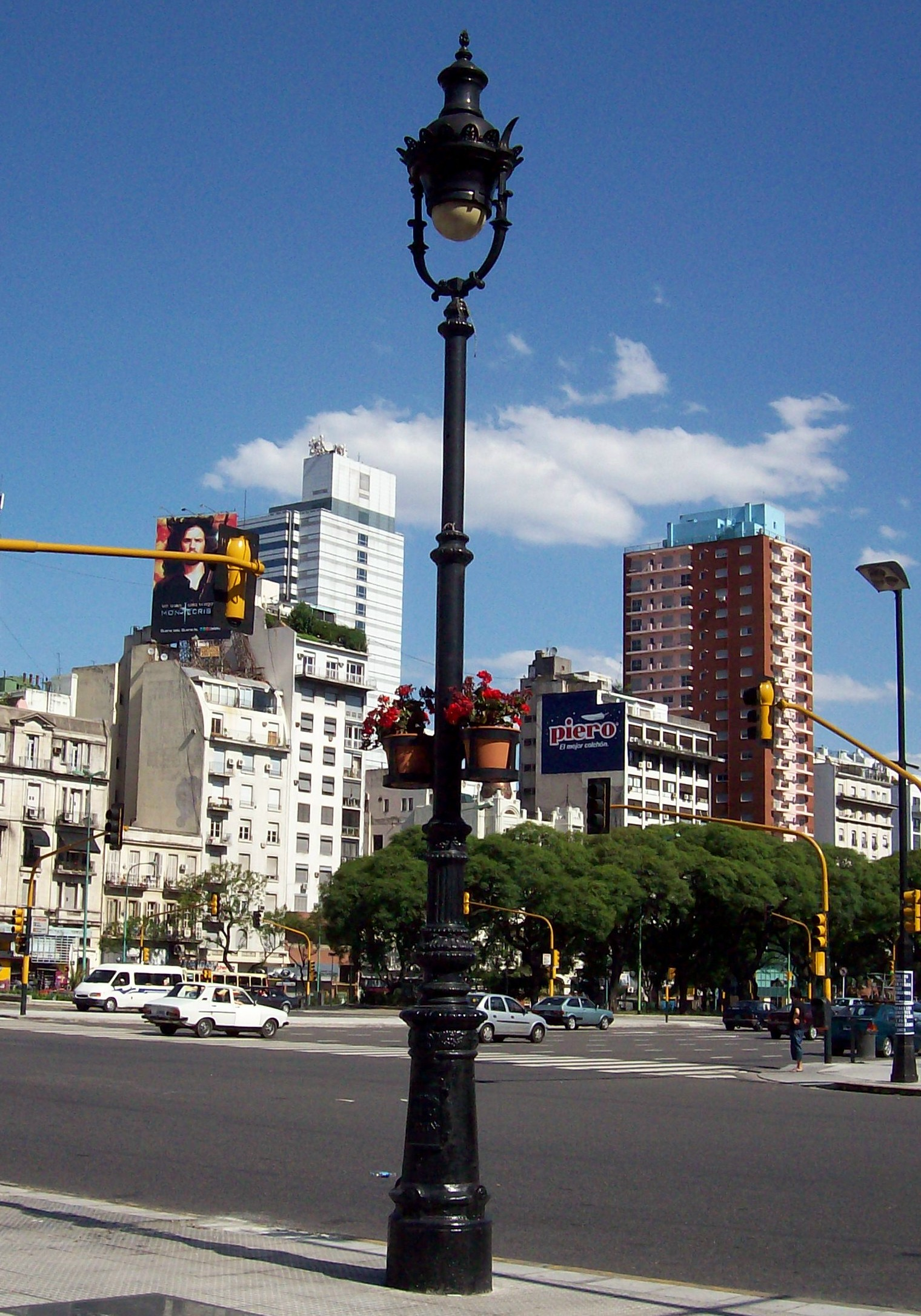
Farol característico.

Bollini foi sucedido durante oito meses por Miguel Cané, que apesar de haver sido uno dos propulsores da obra deve moderar-se fortemente em gastos devido à delicada situação econômica do país.
Foi recém durante a intendência de seu sucessor, Federico Pinedo, que a avenida foi inaugurada em 9 de julho de 1894, em uma cerimônia cheia de pomposidade oficial r alegria popular. O dia anterior era uma procissão de antorchas e o dia inaugural se prenderam fogos artificiais na Praça Lorea. Luzes de bengala sujeitas às colunas de luz a gás iluminaram sua trajetória durante 20 minutos. Na cabeceira oeste se colocou um grande arco com a inscrição: 9 de julho de 1816 – 9 de julho de 1894. O foco do couraçado Almirante Brown presidiu o festejo na Praça de Maio, cujas fontes se transformaram em pagodes chinesas.
No entanto a totalidade de seu trajeto se completaria em setembro. O custo resultou ser finalmente de 14 milhões, apesar de que dos 115 imóveis afetados, 85 foram cedidos por seus proprietários para troca da exoneração de impostos.

### Características iniciais

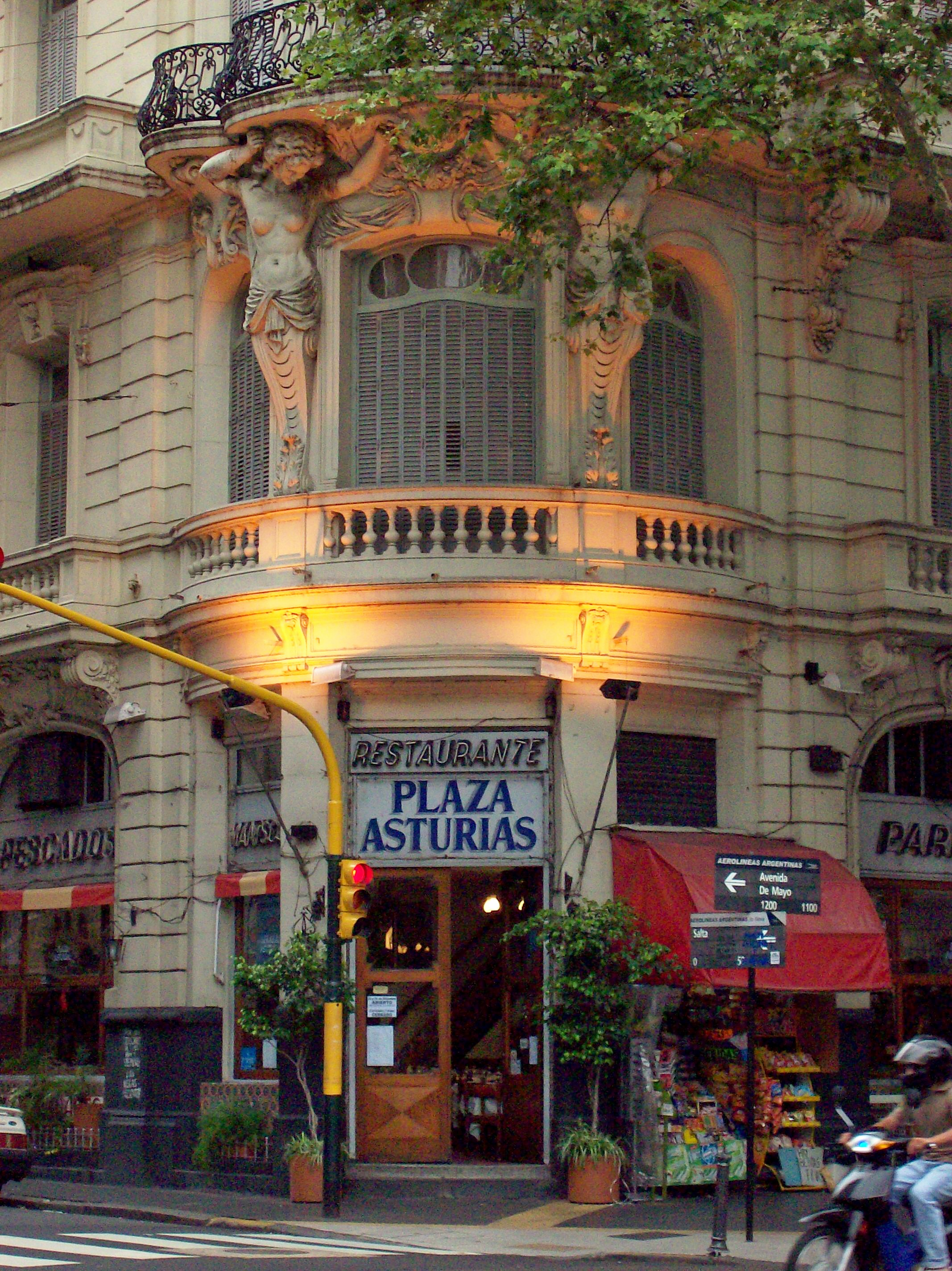
Art noveau: antigo Hotel Paris, na esquina com Salta

A avenida teve desde sua inauguração 30 metros de ancho, composto por veredas de 6,5 metros e calçada de 17 metros. La altura dos edifícios se fixou entre 20 e 24 metros, sem contar os trechos de mansarda. Hoje em dia pode ver-se facilmente que esta disposição já não se cumpre.
Copiando as ideias de Paris, tinha em algumas esquinas sótãos em onde se guardavam os instrumentos de limpeza; e a ambos os lados sendo túneis que ainda existem — mas arruinados e sem uso— a um metro e meio por debaixo da linha de edificação, que transportavam os canos de água corrente, gás e cabos. Corriam em forma paralela as fachadas, medindo 2,30 por 1,23 metros no interior abobadado, passando por debaixo deles a canoa de deságüe pluvial: tudo isto deixava uma área livre entre a estrutura e os cimentos dos edifícios, que ficou para o proprietário e que ainda hoje muitos a seguem utilizando. Os túneis, que poderiam utilizar-se para o que foram pensados (um sistema que havia menos caro o custo dos arreglos em algum serviço), tem sido, no entanto sistematicamente destruídos.
Desde 1893 hasta 1923 funcionaram, imitando a Londres, meritórios debaixo da avenida, nas esquinas e ao centro da calçada.

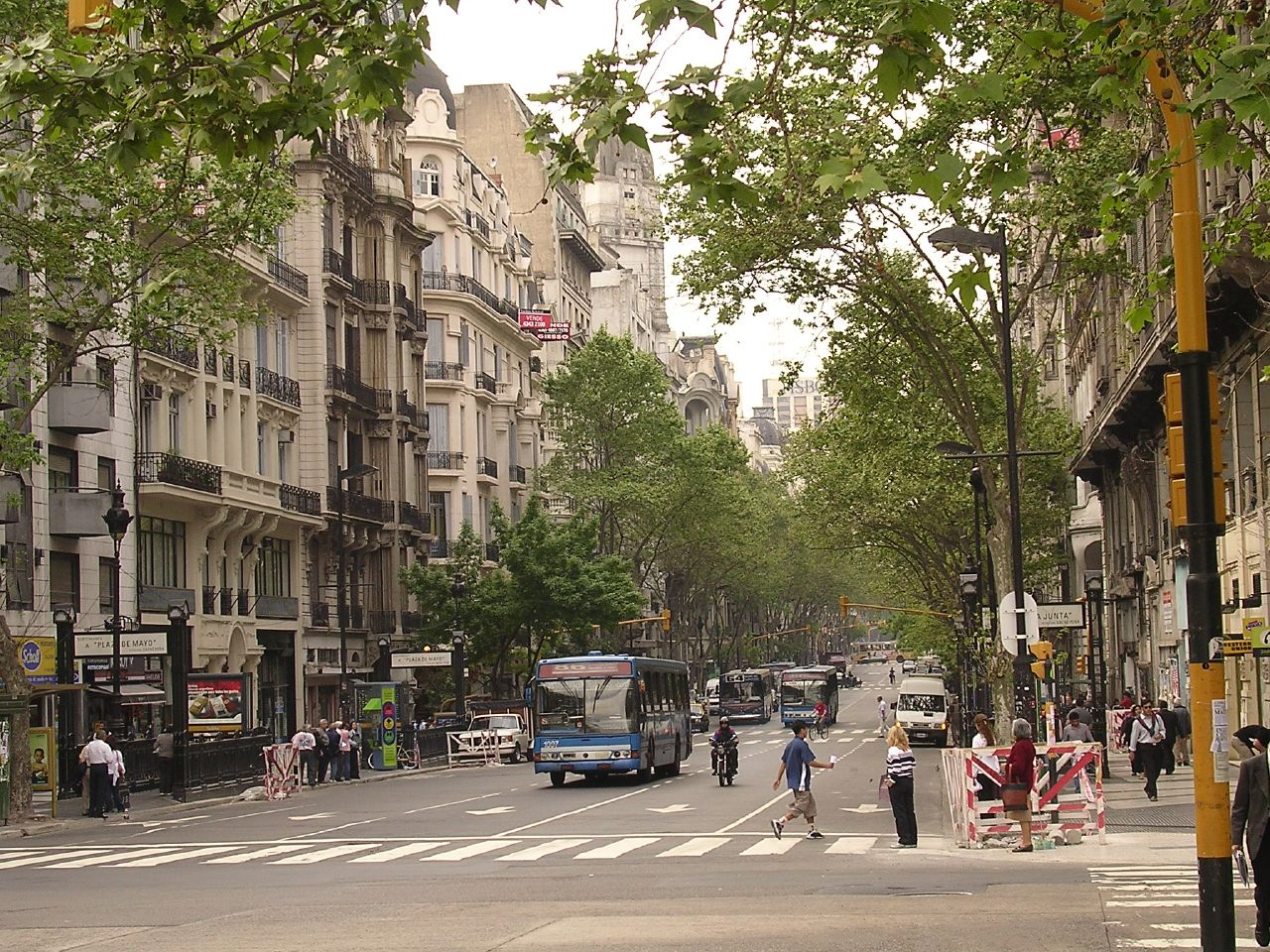
Entre San José e Luis Sáenz Peña apresenta um declive que quebra a perspectiva.

Apesar de que já se sabia que as árvores plátanos (Platanus × acerifolia) provocavam sérias alergias nas pessoas, estes foram plantados em todo seu percurso, e ainda são a espécie predominante. Seeber considerou que eram os mais adequados e chamava preocupação vulgar ao problema de saúde mencionado.
Para a iluminação se utilizaram lâmpadas a gás sobre colunas de bronze que se completavam com alumbrado elétrico instalado em cada quadra sobre três refúgios ovais colocados sobre o centro da calçada.
No entanto, os refúgios duraram muito pouco, pois foi um estorvo para os carros, com o qual as colunas de luz elétrica foram trasladadas ao borde de aço.

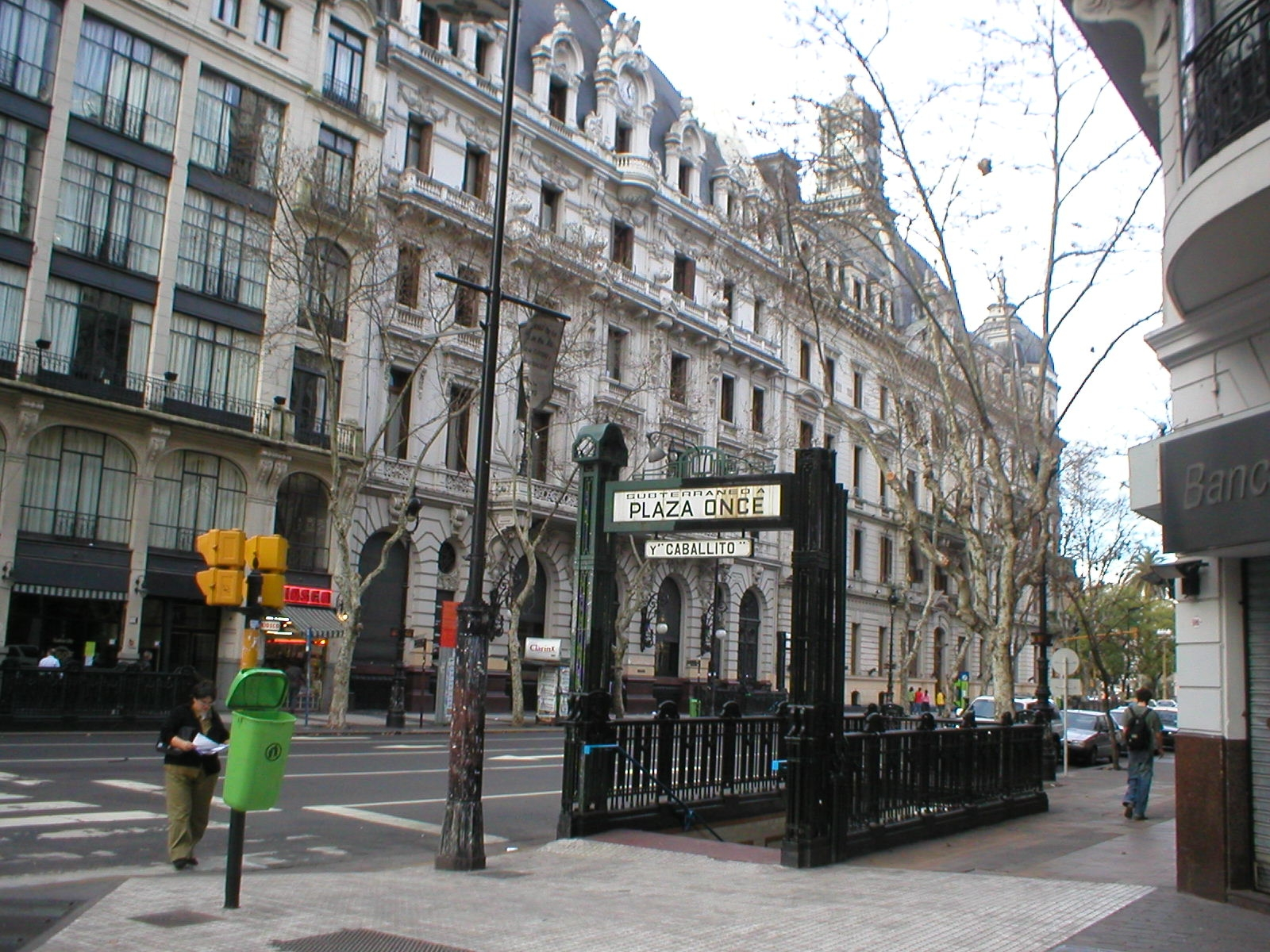
No primeiro tramo a diversidade de estilos não quebra a harmonia estética

Em quanto ao godo se adotou o de madeira que se utilizava em Paris e Londres. O procedimento para sua colocação consistia em criar primeiramente uma base de argamassa composta de cimento Portland, areia grossa e pedregulho para a que se lhe colocava um pavimento formado por abertos, coberto por outra capa de pedregulho. Discutiu-se que não era o mais apto para o solo de Buenos Aires. A primeira madeira utilizada foi a pinotea e durou solo dois anos. Em 1895 se ensaiou com algarrobo, para o cordão, granito de Tandil e para as veredas, baldosas nacionais. O lavado da calçada se realizava mediante mangas de rego.
Existia um problema de importância estética: a Rua San José, que atravessa a avenida próxima de seu tramo final, havia sido o antigo canal do pequeno arroio chamado Zanjón de Granados. Em conseqüência a avenida apresenta até o dia de hoje um pronunciado declive ali impedindo visualizar sua imponente perspectiva em sua totalidade. Em 1894 se pretendeu elevar-la em 1,8 m nessa zona, mas a ideia se desejou por muito onerosa.
A construção dos primeiros edifícios de corte academicista foi um testemunho eloquente da influencia da arquitetura francesa e colocaram charme e modernizaram o entorno da avenida. Graças às novas técnicas que utilizavam o concreto armado e as vigas de ferro as construções eram más altas e maciças; e mudaram de modo decisivo a aparência do antigo centro da cidade.
Em Paris a estrita regularidade de suas ruas seguindo o estilo hausmaniano, com construções padronizadas e simétricas, terminou aborrecendo os seus cidadãos e passou rapidamente de moda obrigando em 1882 a modificar as normas de edificação. Pero na Avenida de Maio vários de aqueles preceitos se perderam em parte por influencia da propriedade em mãos de particulares e dos arquitetos que projetaram obras com regras más flexíveis, o que converteu na artéria em um mosaico de estilos, mas mantendo alguns linhamentos, como por exemplo, a continuidade dos balcões, o que permitiu uma expressão menos rigorosa.

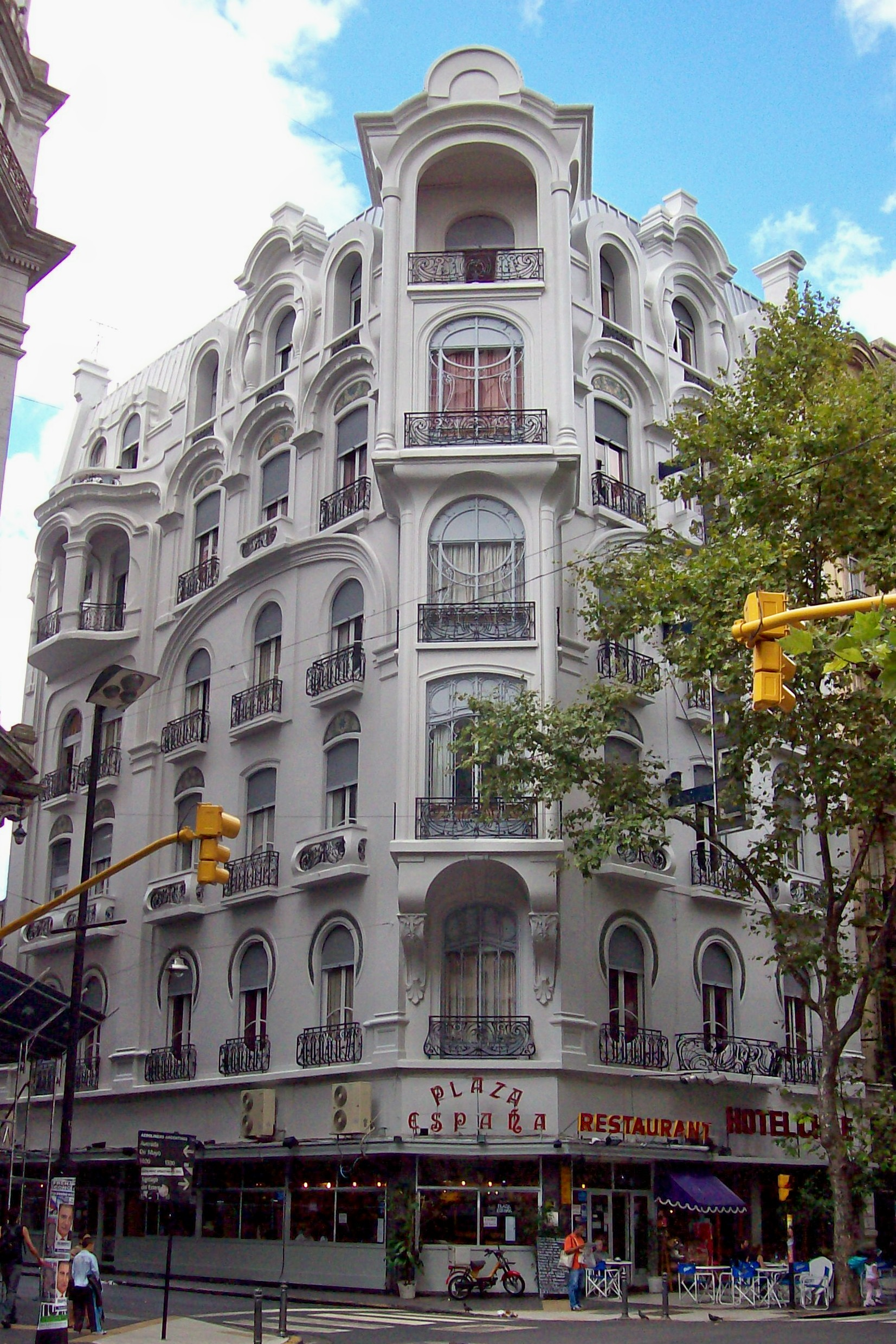
Hotel Chile (ex Lutecia), Representante do art nouveau na artéria

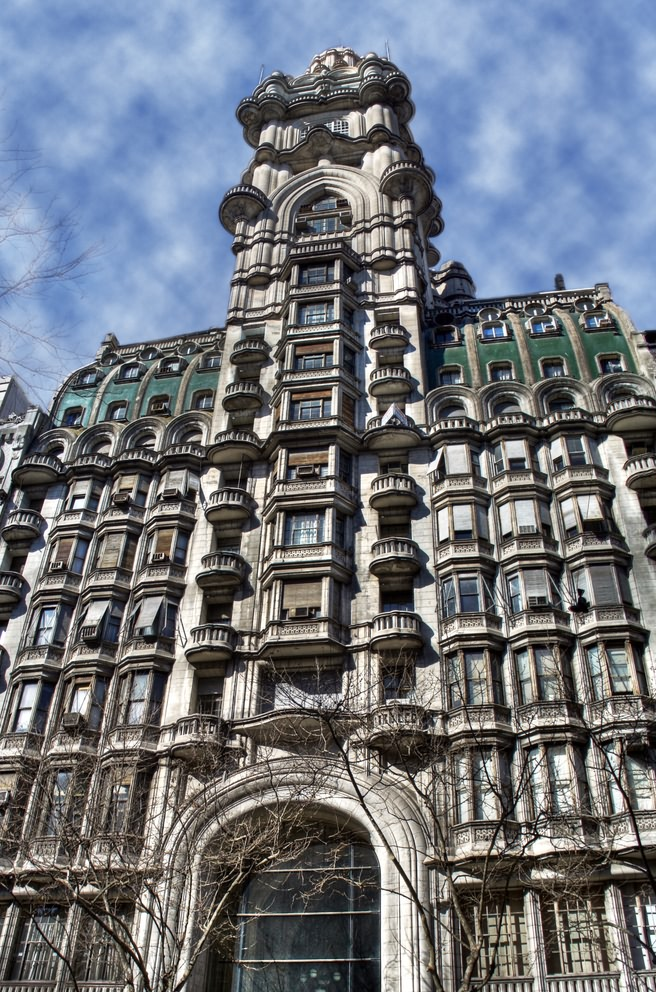
Palácio Barolo, na Avenida de Maio

Ainda se dispuseram normas para universalizar as características dos edifícios, a fragmentação dos terrenos ajudou a aparição de casos singulares. Um exemplo de como a diversidade das construções no impediu una realização coerente do conjunto pode ainda hoje observar-se na parte norte do primeiro tramo da avenida: ali se levantam o Palácio de Governo, construído entre 1891 e 1902 em base a um projeto do arquiteto Buschiazzo, de técnica itálica e mansarda afrancesada, p suntuoso edifício que ocupava o diário, La Prensa de estilo neobarroco realizado por Charles Garnier, hoje Casa da Cultura, e o que foi a sucursal da Tenda Gath e Chaves, cuja cúpula remite ao academicismo, mas o resto de sua fachada foi tendendo a una oposição ao mesmo, com muito uso do vidro e ornamentos aplicados, em grande parte já desaparecidos.
A esta eclética produção se lhe adicionar entre fins do século XIX e princípios do XX a vertente art nouveau, que, no entanto no destruiu a harmonia do conjunto. Assim, as figuras oníricas, as serenas, os anjos, as flores, os filetes de ferro e de alvenaria; se espalharam pelos balcões, as fachadas, os portões, os trechos de ardósia e as cúpulas suntuosas, como em Paris o como em Barcelona e Madrid; mesclados com elementos dos estilos Luis XIII e Luis XV e ornamentação de caráter italiano incluídas por alguns arquitetos.
El novo estilo, com o qual as elites portenhas buscavam parecer-se com Paris, proliferou em edifícios como o centro comercial A La Cidade de Londres, a Associação Patriótica Espanhola, a Sociedade Fotográfica, o Teatro de Maio, o Hotel Frascati, o Grande Hotel Espanha — criado em 1897—, The Windsor, o Imperial, o Metrópole — do arquiteto Augusto Plou, inaugurado em 1899—, a selaria Mataldi, o café Tortoni, a confeitaria Gaulois, o Hotel Lutecia (hoje Chile) etc. Muitos deles concebidos por um dos sacerdotes de art nouveau na cidade, o arquiteto Alejandro Christophersen.
O projeto da artéria contemplava que esta cortara a Praça Lorea, mas os vizinhos a mesma se opuseram, pois desejavam que se conservara um depósito de água que abastecia a cidade e arredor do qual paravam as carretas, além de existir um bebedouro onde se vendia água. Em 1893 pediram que se construira um "rond-point", em cujo centro se mantivera o jardim que rodeava o tanque de água. Esta solicitude foi respeitada até 1910 em que o depósito deixou de ter utilidade para a cidade e se o eliminou.

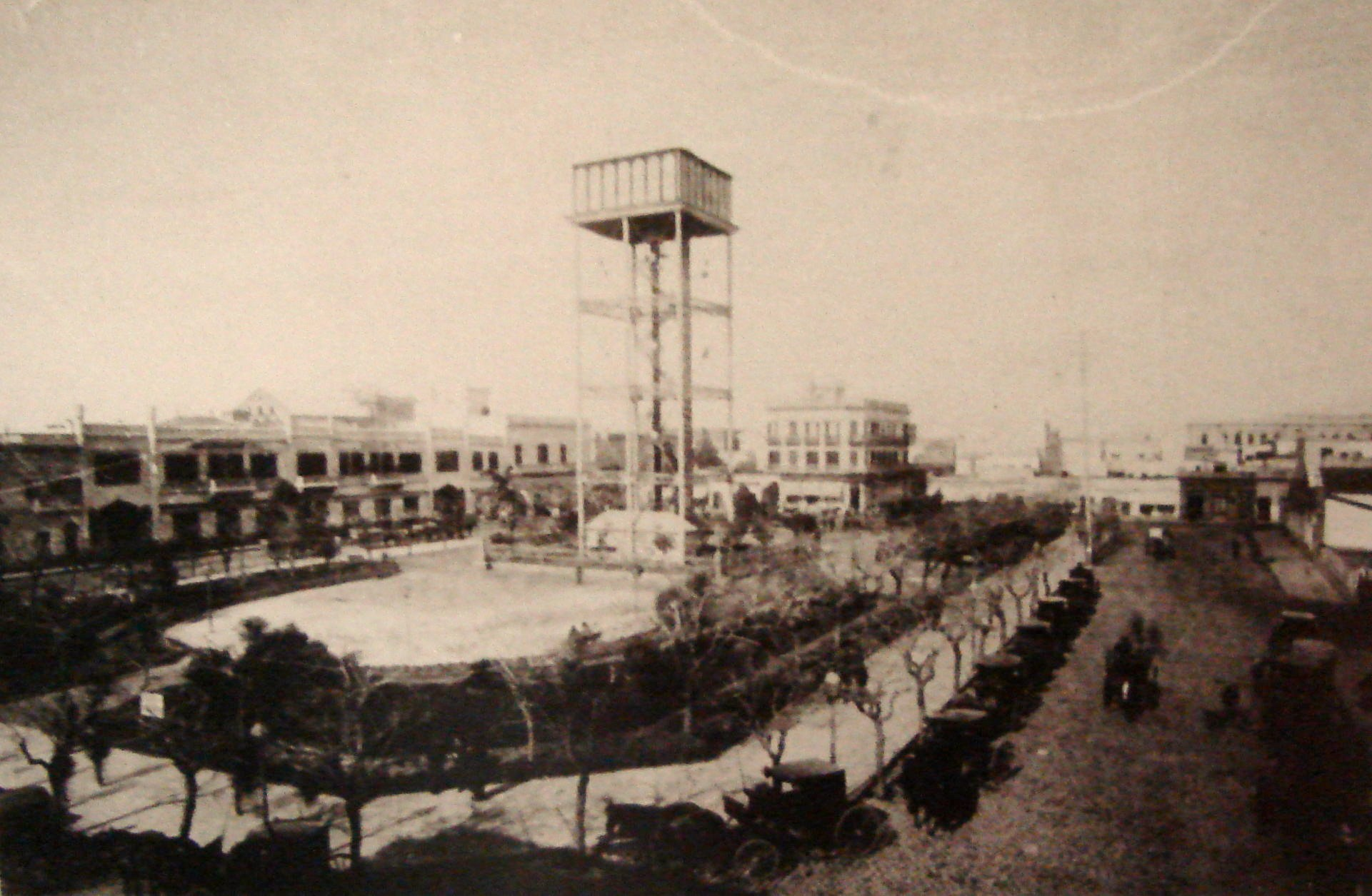
Tanque de água na praça Lorea

Em 1909 o Congresso da Nação se trasladou para a imponente estrutura que se levanta sobre a magnífica Plaza do Congresso, para o extremo oeste da avenida, o que serviu para equilibrar artisticamente a Praça de Maio, lugar frente ao qual o Congresso teve sua sede.

### Os meios de transporte

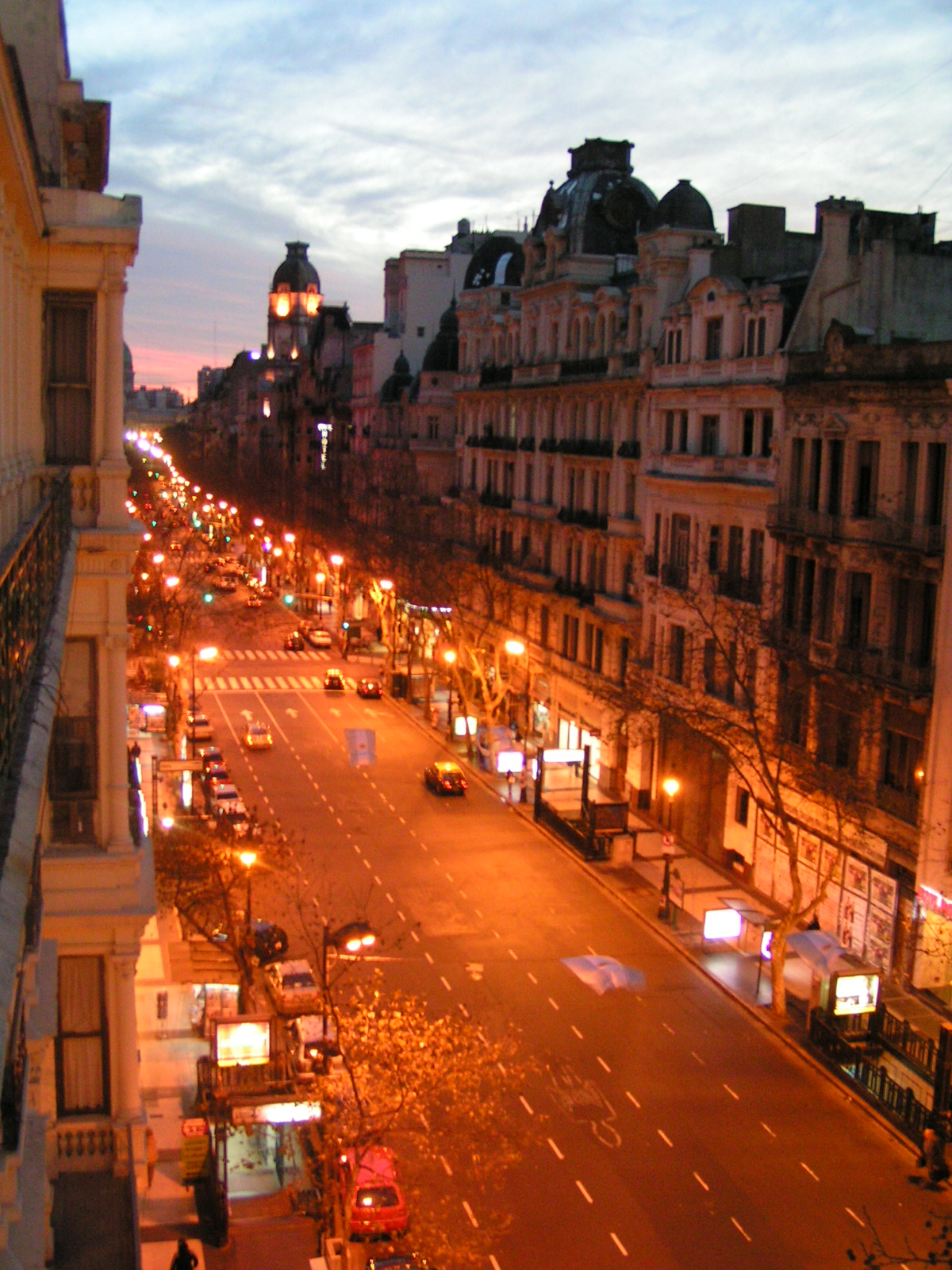
Desde a interseção com a 9 de Julho, para o oeste

Por pedido dos proprietários dos imóveis a avenida jamais foi percorrida por elétricos, mas por debaixo dela circulariam como até hoje tanto um subterrâneo como um trem. Em efeito, na primeira década do século XX o tráfico viário em Buenos Aires aumentou em forma significativa e era necessária a criação de novas formas de transporte maciço. O Congresso Nacional, em 1909, entregou a concessão a Ferrovia do Oeste (FCO) para construir um subterrâneo de carga de dupla via que unira a via principal do Ferrovia do Oeste (atualmente Ferrovia Domingo Faustino Sarmiento) nas proximidades da Rua Sadi Carnot (atualmente Mario Bravo) com o porto. Mas em 28 de dezembro desse mesmo ano a Municipalidade da Cidade de Buenos Aires entregou una concessão para a Companhia de Tranvías Anglo Argentina (CTAA), que explorava 80% do sistema de elétricos, para construir um subterrâneo de passageiros. O projeto incluía em seu traçado o tramo Praça de Maio-Praça Miserere, por debaixo da Avenida de Maio, que havia sido concedido à ferrovia.
Após um litígio, se concordou que a Ferrovia do Oeste construída para linha para cargas, mas de una só via e a uma profundidade que permitira a passagem da linha de passageiros que construiria CTAA em um plano superior.
De esta forma em 15 de setembro de 1911 começou a construção da linha do subterrâneo Anglo Argentina, chamada Linha A a partir de 1939. El tramo Plaza de Maio–Praça Miserere foi inaugurado em 1 de dezembro de 1913.
De maneira que tanto o trem, que hoje é de passageiros, como o subterrâneo, circulam por debaixo da avenida, se bem o primeiro não é visível nem pode aceder-se desde ela.

### Hotéis e edifícios comerciais
Os primeiros edifícios construídos foram principalmente de hotéis que anteriormente se instalaram na zona portuária. Vários deles eram de luxo, destinados a captar aos estrangeiros que vinham por motivos de negócios. El Metrópole possuía comodidades que no contavam nem sequer os melhores estabelecimentos europeus. El Majestic se inaugurou em maio de 1910 na esquina de Santiago del Estero para receber as delegações estrangeiras que chegavam para a celebração do Centenário Pátrio. O projeto original foi dos arquitetos Collivadino e Benedetti.
Outro hotel muito luxuoso foi o Grande Hotel Espanha, criado em 1897 com 315 quartos.

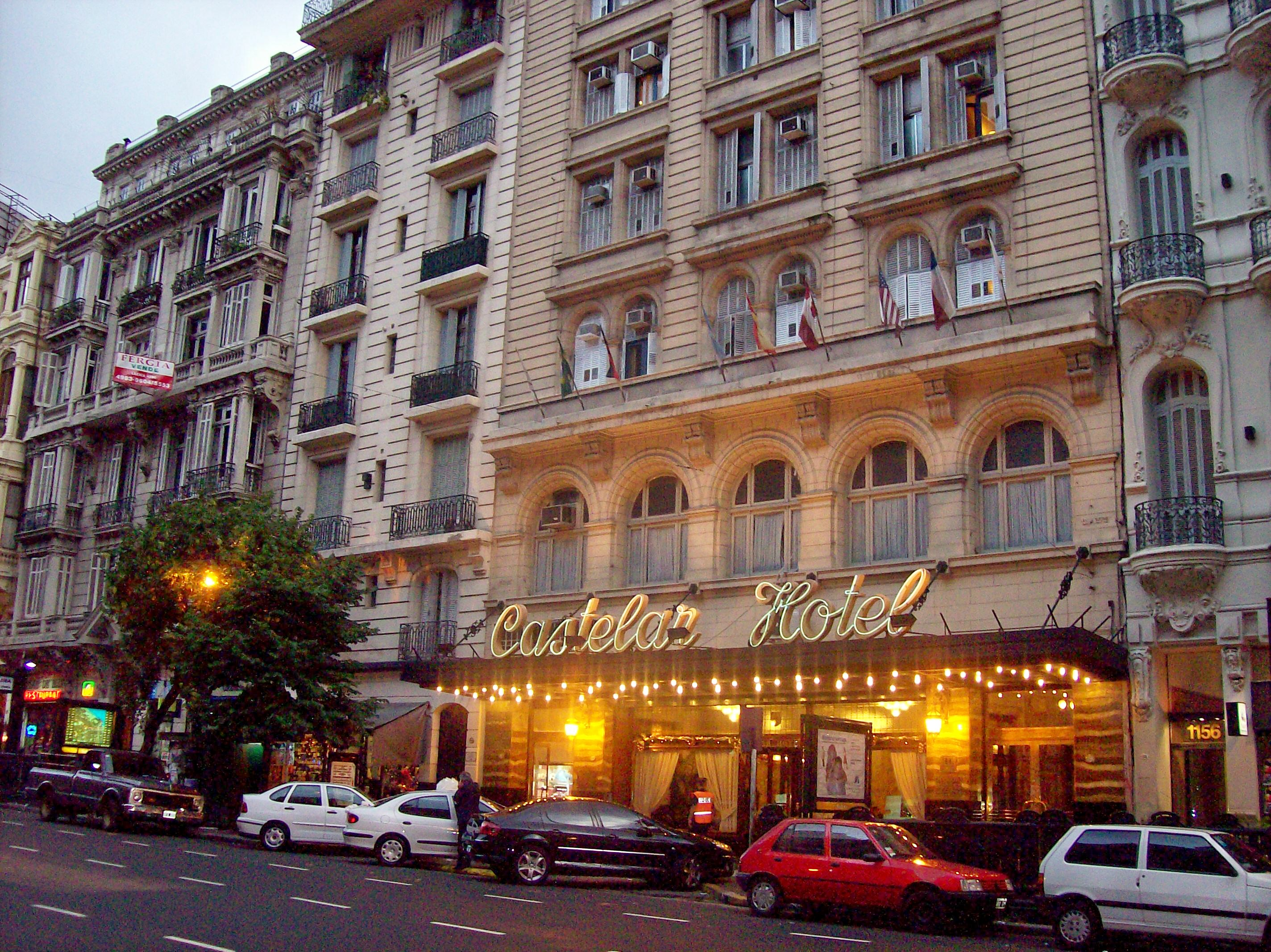
Hotel Castelar

O Hotel Castelar, ainda existente, foi construído em 1928 pelo arquiteto Mario Palanti, em estilo acadêmico. Seu nome inaugural foi Excelsior, mas o novo nome se deu Francisco Piccaluga, seu primeiro dono, em homenagem a Emilio Castelar y Ripoll, presidente da Primeira República Espanhola. No subsolo do hotel funcionava a peña Signo, importante lugar de reunião da intelectualidade argentina e do estrangeiro, contando entre sus concorrentes a renomeados artistas como Alfonsina Storni, Norah Lange, Oliverio Girondo, Luisa Vehil, Milagros de la Vega, Conrado Nalé Roxlo, Jorge Luis Borges e Federico García Lorca que habitou seis meses entre 1933 e 1934 na habitação 704 do hotel, hoje museu–habitação, e havia vindo ao país para representar Bodas de Sangre com Lola Membrives no Teatro Avenida. No mesmo subsolo funcionavam os estúdios de Rádio Stentor, utilizados pela Sociedade de Amigos da Arte como comunicadores das atividades culturais que se realizavam principalmente na Avenida de Maio.
Em quanto aos negócios, o mais luxuoso e grande foi a Ala Cidade de Londres, que ocupava a esquina sudeste de Peru e logo se reinaugurou com um local mais amplo com frente à Avenida de Maio, e que foi destruído por um incêndio em 19 de agosto de 1910. Outros foram o New England, a Sastrería Casa Muñoz no 1119, o Mayson Peru, etc. Mas o más imponente estabelecimento era o de La Imobiliária, inaugurado em 1910 y que ainda segue existindo, que ocupava a quadra entre San José e Luis Sáenz Peña. Exibia artefatos de luz elétrica, banheiros e lavatórios com modernos sistemas.
Foram e seguem sendo característicos da avenida as passagens pedonais, 14 em 6 quadras, que a conectam com alguma das duas ruas paralelas que a contém. Alguns dos mais destacáveis são o Roverano, o Barolo e o Urquiza – Anchorena.

### Os cafés
|  | Cidade que na Avenida de Maio se espanholiza com teatros infectados de massas e baturras e o odor do glorioso chocolate com churros. Manuel Mujica Láinez |

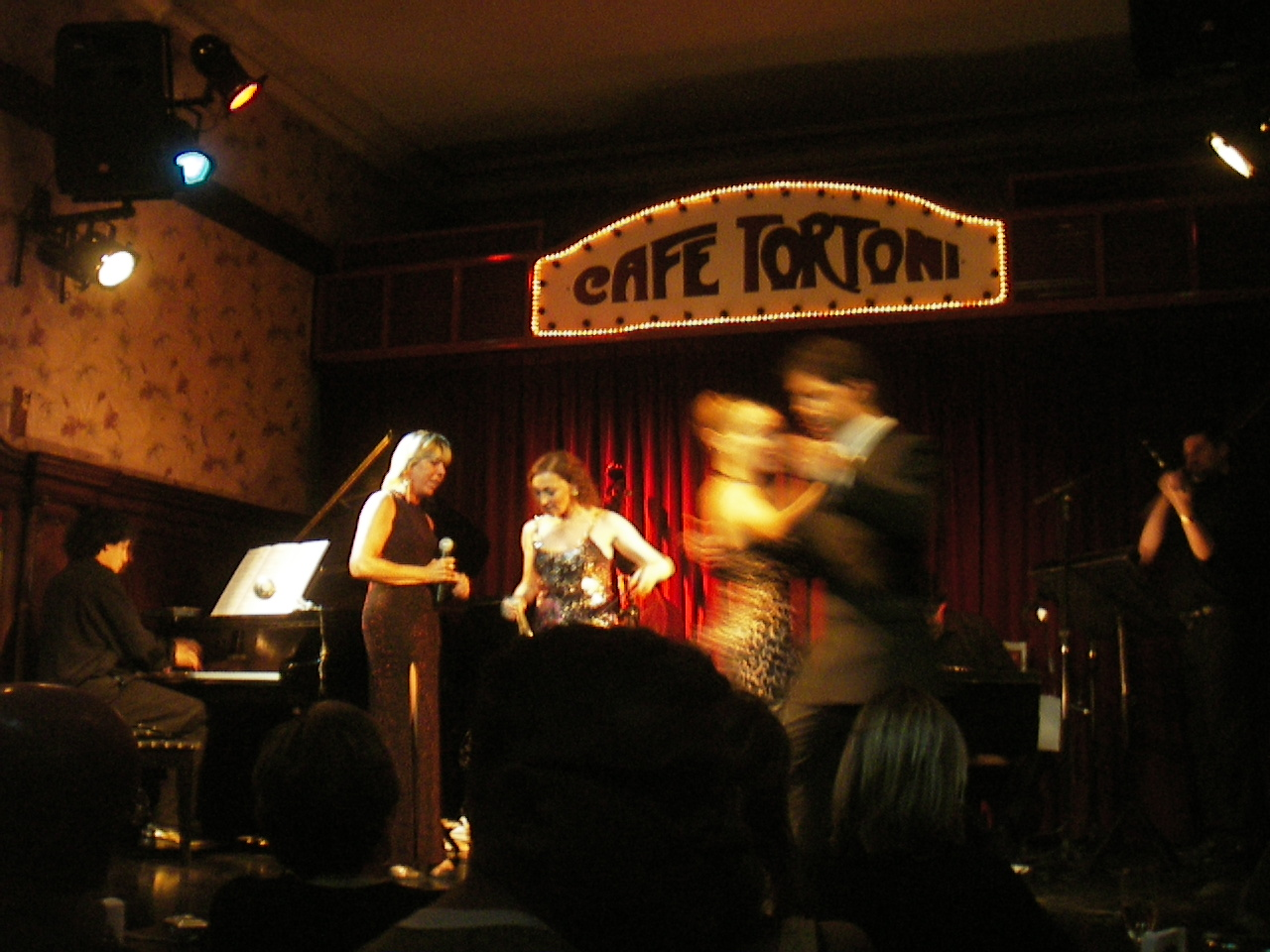
Café Tortoni

Surgiram na avenida numerosos cafés a espanhola que inclusive preparavam o clássico chocolate com churros. Neles, artistas, escritores e políticos criaram um refugio de intelectuais, a vez que os exilados franquistas e republicanos discutiram ou pelearon violentamente mientras durou a Guerra Civil Espanhola.
O mais representativo e destacado foi o café mais antigo de Buenos Aires que ainda segue funcionando: o Café Tortoni, inaugurado em 1858 e que funciona desde 1880 no sítio atual, ainda sua entrada estava situada sobre a Avenida Rivadavia. Em 1898 se lhe construiu a entrada principal no nº 825-833 de Avenida de Maio, que como se mencionou se havia inaugurado em 1894. La fachada foi realizada pelo arquiteto Alejandro Christophersen. Foi o primeiro bar da cidade em colocar sillas e mesas nas veredas.
Nele funcionou a peña Agrupação Gente de Artes e Letras, inaugurada em 1926, que era capitaneada pelo pintor argentino Benito Quinquela Martín. Entre seus assistentes se encontravam Alfonsina Storni, Baldomero Fernández Moreno, Juana de Ibarbourou, Arturo Rubinstein, José Ortega y Gasset, Jorge Luis Borges, e Molina Campos, entre outros. Suas mesas vieram passar figuras da política como Lisandro de la Torre, Ernesto Palacio e Marcelo Torcuato de Alvear; populares como Carlos Gardel, e Juan Manuel Fangio; o de prestigio internacional como Albert Einstein e Federico García Lorca. A agrupação encerrou em 1943, mas o bar e sua adega seguem brindando espetáculos culturais, em especial de tango e jazz. El café conserva a decoração de seus primeiros anos.
Parece ser que os melhores chocolates com churros se serviam em La Armonía, fundado em 1899, e conhecido também como o café de Los Cómicos, pois ali se faziam presentes muitos atores saidos dos teatros da zona. Encontrava-se ao 1002, na esquina com a Rua Bernardo de Irigoyen, e sua esplendor o teve em 1910.
A Castellana, na esquina com a Rua Lima, era um café ao que a princípios do século XX podia concorrer toda a família (nessa época se via como impróprio que uma mulher frequentava a um café). Neste local se instalaria logo uma recordada joyería de nome Escasany. Pero a fines do século anterior foi um lugar de pelejas entre portenhos e espanhóis que seguiam dia a dia a luta pela independência cubana.
Um café que foi também importante centro de reunião de intelectuais foi o do Hotel Castelar, que ainda existe. Nele se reunia a peña Signo, formada pelo andaluz Federico García Lorca, que durante seis meses viveu no hotel.
O café que em 1897 se abriu com o nome de La Toja, e desde 1936 se chama Iberia, na esquina sudeste com Salta, era concorrido por correligionários do velho partido de Leandro N. Alem, já que na quadra vizinha se encontrava o comitê central do radicalismo. Desde que se chamou Ibéria contou com um salão dedicado as famílias, se bem seguiu sendo fiel a seu destino político. Durante a guerra civil espanhola foi o mais famoso reduto de republicanos. No ano 2006 a Legislatura da Cidade de Buenos Aires fez colocar sobre sua parede exterior dos placas homenagens com as inscrições:
| Homenagem da Legislatura da Cidade Autônoma de Buenos Aires aos caídos, exilados e reprimidos em defensa da II república espanhola em seu 75 aniversario. 1931–2006 | Esquina da Hispanicidade. Lugar característico da cultura hispânica por mais de um século. |

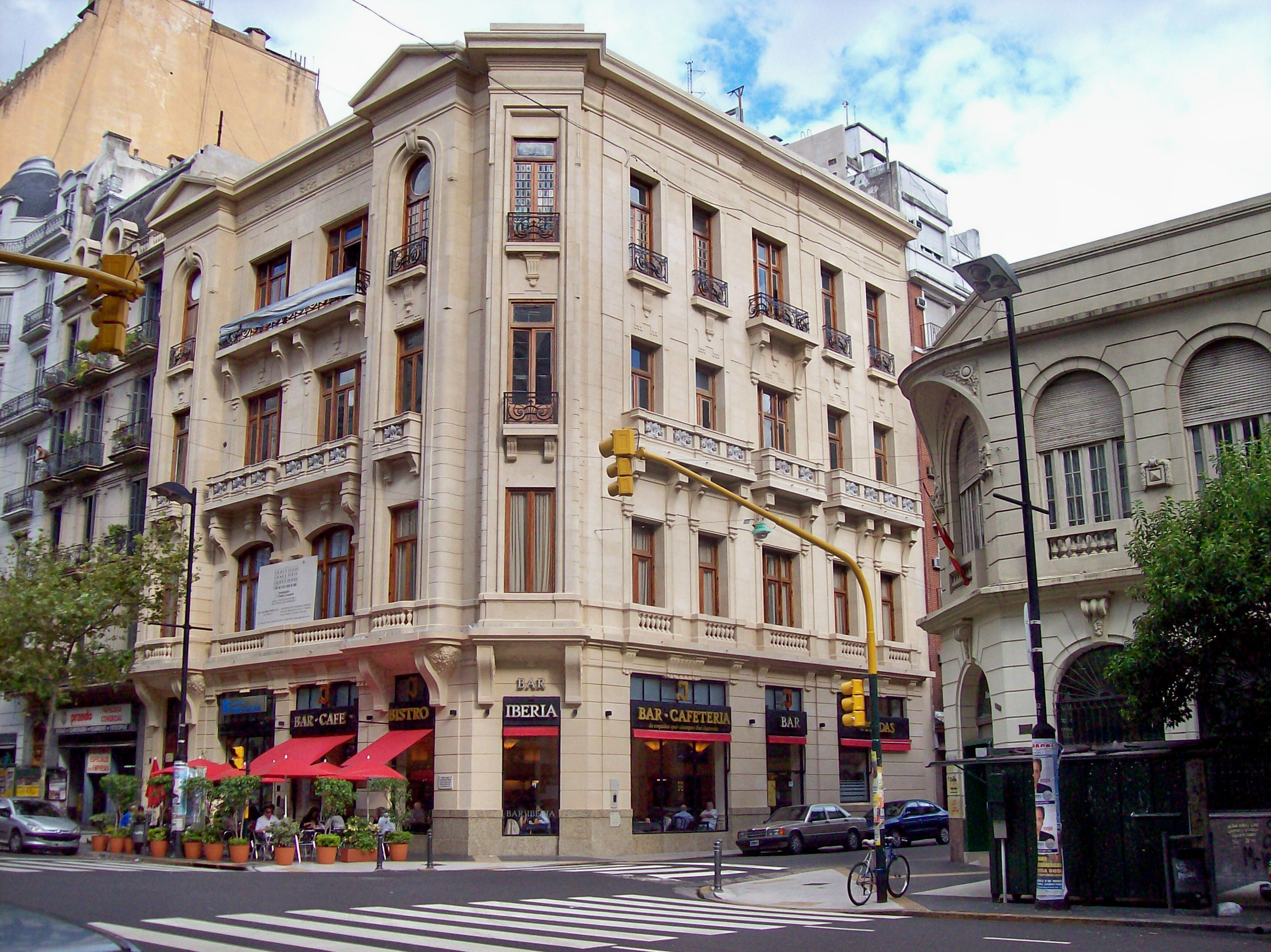
Esquina da Hispanidade: Café Iberia (ex-reduto de republicanos), ena esquina de enfrente (direita da imagem) estava o Español, onde se reuniam os franquistas

Na esquina de enfrente de La Toja, se encontrava, ao 1208, o Español, que pelo contrário foi o mais importante reduto de falangistas. Enfrentamentos entre ambos bandos, com feridos, e cadeiras jogadas desde um café ao outro eram comuns. Se conta que una noite chegou a noticia ao Español de que o general Emilio Mola havia morrido e um paroquiano em vez de lamentar-se começou a festejar-lo, o que provocou una briga grave com feridos e intervenção policial. Em quanto ao café Ibéria, uno de seus proprietários, Daniel Calzado, tinha também uma cervejaria chamada Berna ao 1400 da avenida, famosa por seu emparedado Berna (de lombinho com anchovas). Cabe aclarar que foi muito poucas cervejaria sobre a avenida.

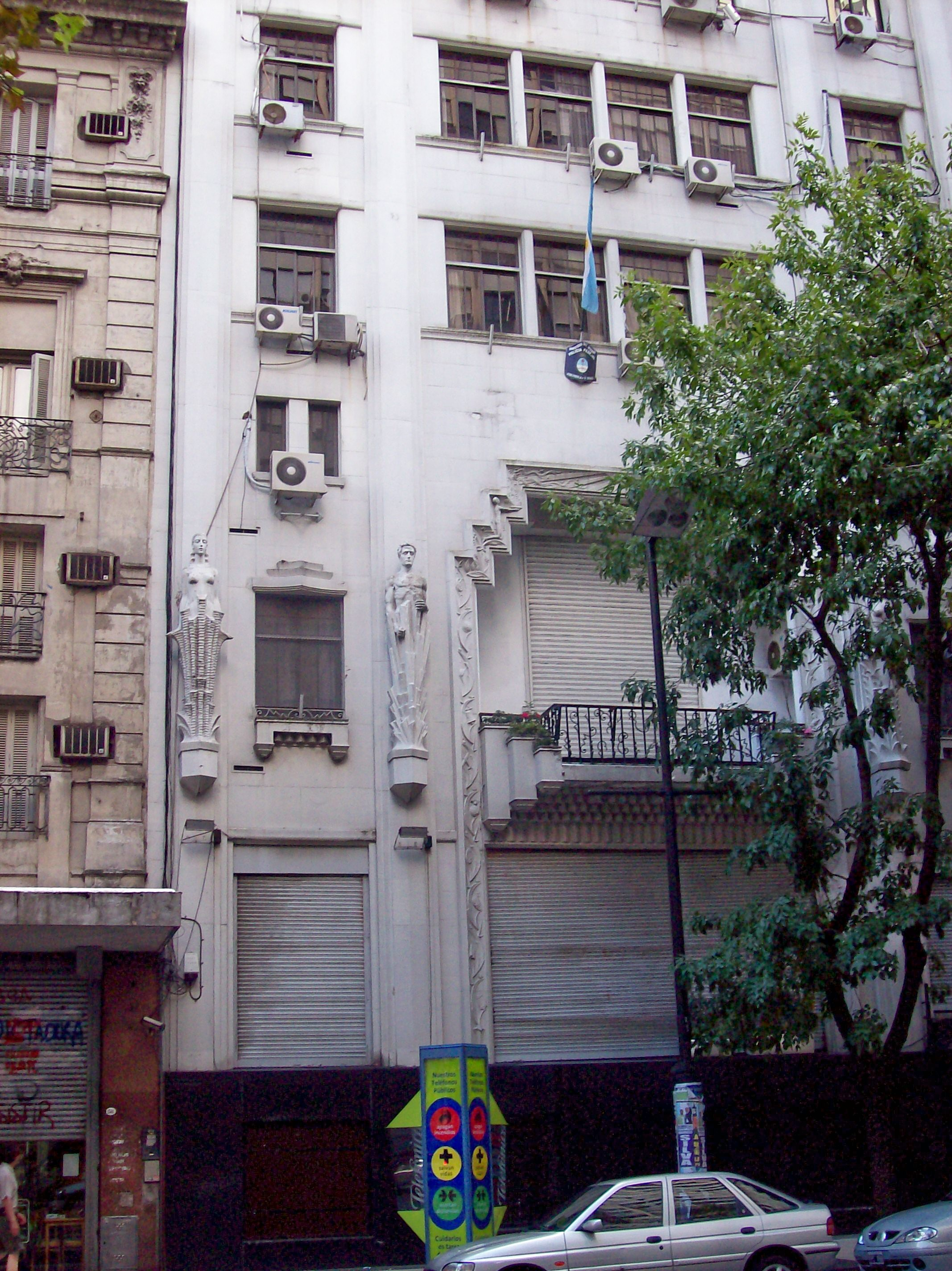
Edifício no que se encontrava o Diário Crítica, atual sede policial

Os periodistas do famoso diário Crítica, de Natalio Botana, se reuniam na Avenida, ao 1493. Uma noite um grupo de falangistas invadiram o local buscando lutar com o coro de republicanos que habitualmente cantava ali, pero confundiu aos periodistas com aqueles, recebendo assim os do diário una feroz espancamento.
Entre outros cafés, já seja dos que fecharam o ainda subsistem, se destacaram o París, no nº 602, donde alguma vez cantou o dueto Carlos Gardel-José Razzano, que logo se chamaria Montevideo Chico e seria lugar de reunião de exilados uruguaios. No 729, estava o Latino, ao que só iriam concorrer periodistas e pessoal do diário La Prensa, Tribuna Livre e a revista Caras y Caretas, todos situados cerca do mesmo.
A Cosechera, ao 625, era concorrido por escritores como Alfredo Bufano, Roberto Arlt, Conrado Nalé Roxlo e o poeta espanhol Pedro Herreros.
Entre os estabelecimentos nos que se difundiu o tango se podem mencionar o Gaulois (mais tarde Central), onde Julio de Caro tocou de jovem e além estreou seu tango Mala Junta. No Colón, na intersecção da avenida com Buen Orden (hoje Bernardo de Irigoyen), debutou o mencionado De Caro e em 1926 Pedro Maffia se apresentou com sua primeira orquestra. Este lugar era um reduto de anarquistas. Seu proprietário espanhol detestava o álcool e pelo tanto não o servia no bar, por isso se esmerava em oferecer o melhor café de Buenos Aires.
No 1199 se encontrava o café do Hotel París, do que foi habituado a fins do século o futuro presidente da Argentina, Hipólito Yrigoyen, junto com seus correligionários radicais.
Vários cafés utilizaram a denominação Los 36 Billares. Um deles se encontra atualmente y desde 1894 dentro de um edifício de várias plantas no nº 1265, obra dos arquitetos Tiphaine e Colmegna. Foi pioneiro em ter mesas de bilhar em suas instalações, que todavia possui em seu subsolo. Granito rojo combinado com outro más claro, debaixo das grandes janelas, reviste atualmente sua frente, iluminado por três faróis. El salão com piso granítico vermelho tem uma boiserie com cachos de uvas incrustado.

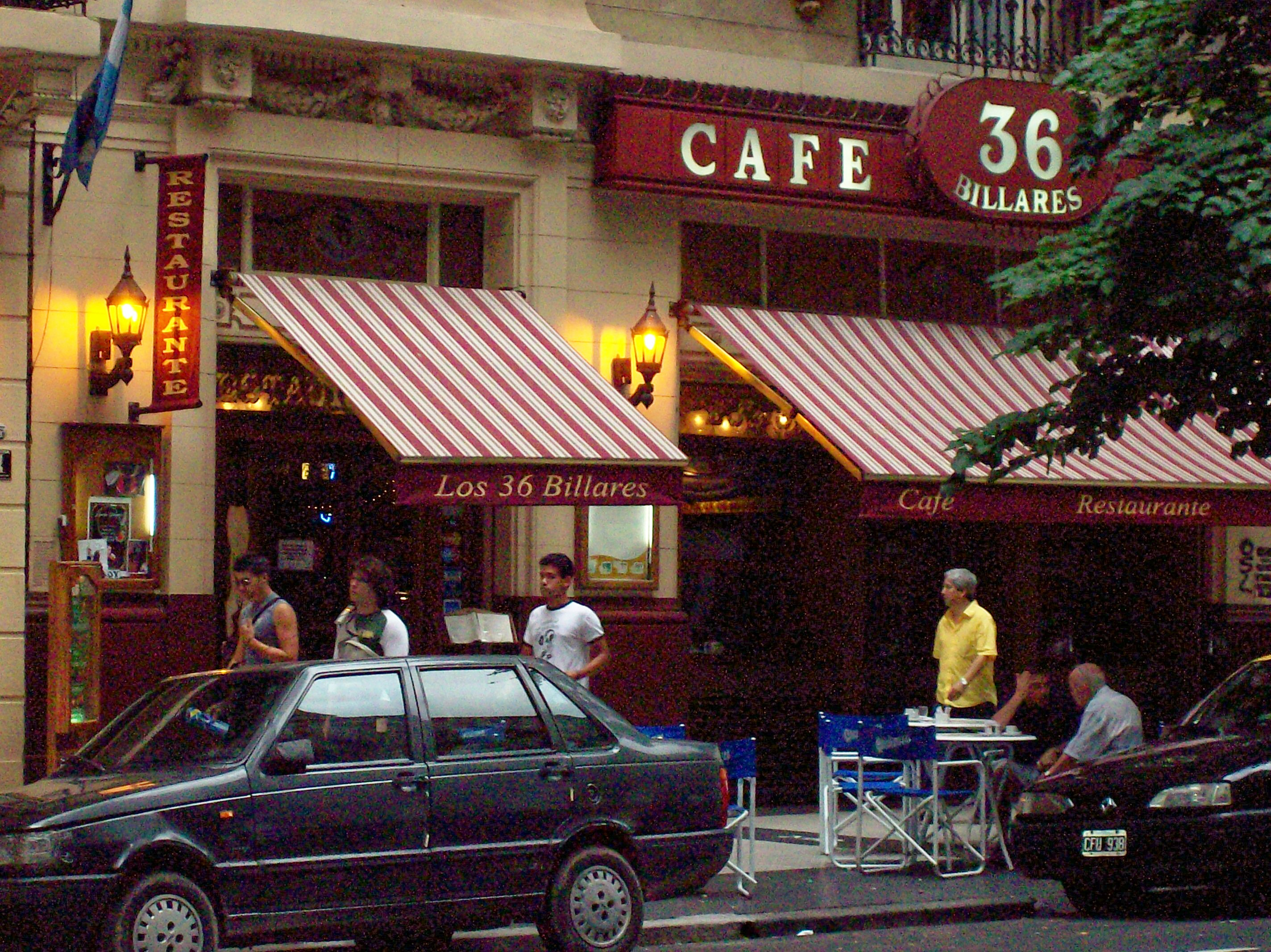
Bar 36 Bilhares

Tampouco faltavam os cafés como o Puerta del Sol, ao 1100, cuja especialidade era a oferta de mulheres.
Não era café, mas merece mencionar-se aqui a confeitaria La Victoria, na interseção com a Rua Chacabuco, que foi um dos primeiros lugares donde se pode provar um balão de sidra.
O Parque Goal, ao 1400, era uma grande barraca na que apenas reunir-se payadores. Abriu em 1917 e fechou em 1930. Nele se fizeram famosos os temas Mis Harapos, de Alberto Ghiraldo, e Canaro en París, de Scarpino e Caldarella.

### A Avenida de Maio se espanholiza
Já antes de que se construirá a artéria os espanhóis imigravam a Argentina por ser um país de costumes e tradições similares ao deles; e buscando elevação social mediante o trabalho. O grupo de elite espanhola ocupou um lugar importante dentro do espaço social entre fins do século XIX e princípios do XX em coincidência com o crescimento econômico argentino de aquele então e com o forte financiamento nas relações internacionais de ambos países que se haviam rompido depois da guerra da Independência da Argentina.
Entre 1895 e 1914 os bairros arredor a Avenida, Monserrat, San Nicolás e o chamado Concepción, concentravam mais de 50% dos espanhóis da cidade (entre 1904 y 1909 se afincaram na Argentina mais de 170.000 espanhóis,  32,4 % deles se estabeleceram em Montserrat y 24,1 % em Concepción ).

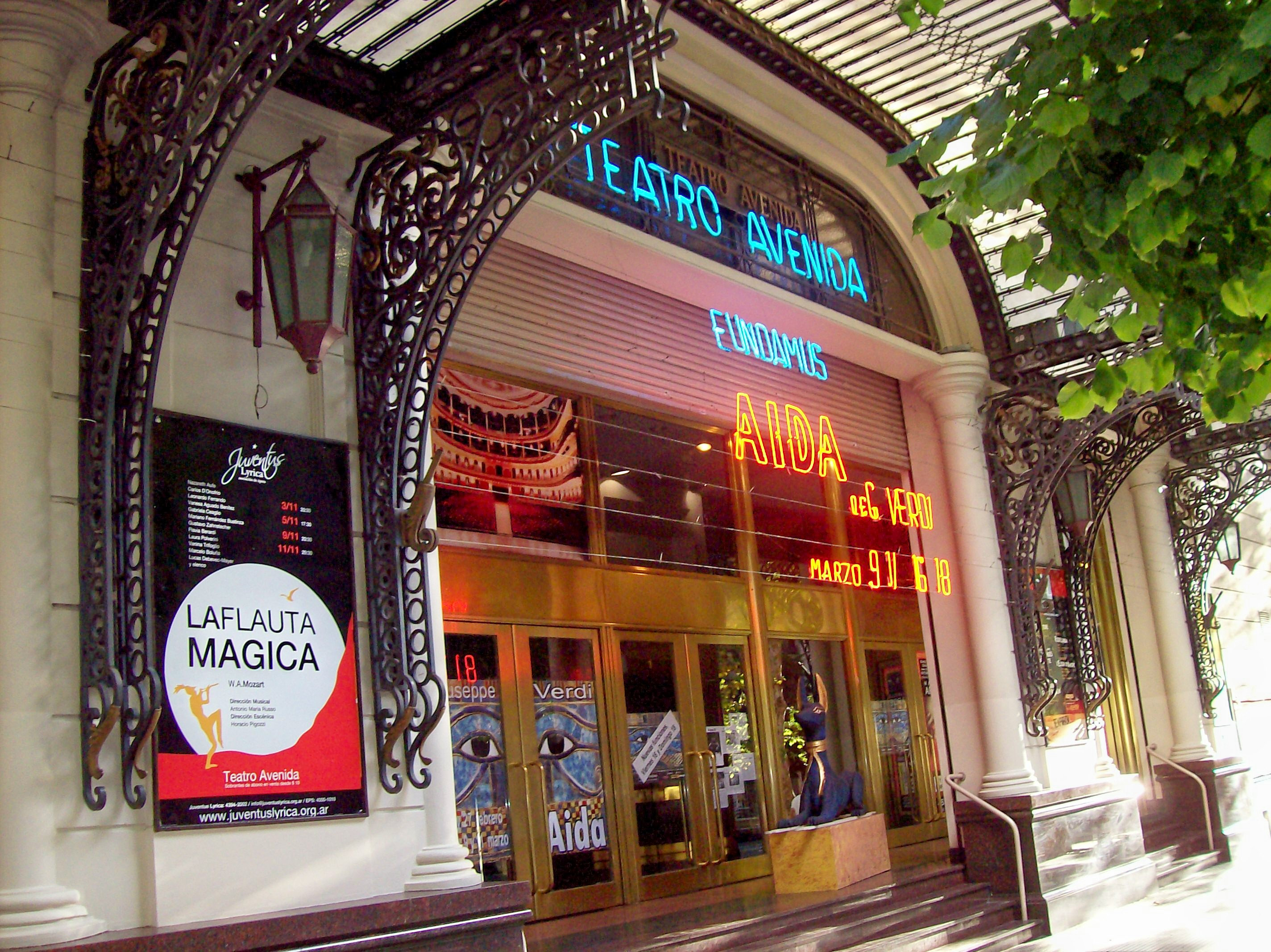
Teatro Avenida, construção atual.

Previa a inauguração da avenida existiam em seu entorno associações de espanhóis como o Centro Gallego, La Unión Gallega, La Asociación Patriótica Española e o Centro Asturiano. Também a imprensa escrita dos imigrantes se fazia presente com publicações como El Correo Español, La España, El Gallego, Antón Perulero e Almanaque Sudamericano. Ao abrir-se a artéria se converteu na preferida de a coletividade espanhola e assim a maioria dos hotéis, cafés e casas comerciais foram propriedade dos ibéricos. A zarzuela se estabeleceu então nela ao estabelecer-se os teatros Mayo, em 1893, e El Avenida, em 1908. O primeiro tinha a particularidade de que pelo estreito do terreno sobre a frente da Rua Rivadavia, se abriam as janelas dos camarins, por não haver sido possível construir-los na planta baixa. Inaugurado pelo ator espanhol Mariano Galé, brindou sainetes, operetas e zarzuelas, além de obras de comediantes argentinos. Foi derrubado ao abrir-se a Avenida 9 de Julho.
Em quanto ao Avenida, que sabia que ser refúgio da coletividade hispânica, se levantava desde 1908 em um extraordinário edifício que se incendiou em 1979, reconstruindo-se logo uno más pequeno em 1994. O dia de sua reinauguração se pode escutar cantar ao tenor espanhol Plácido Domingo.
Desta maneira, a avenida pensada para a classe aristocrática da Argentina se foi diluindo pela espanholização provocada por quem chegavam cheios de otimismo buscando aportar seu esforço ao país e progredir socialmente.

### Sucessos e acontecimentos

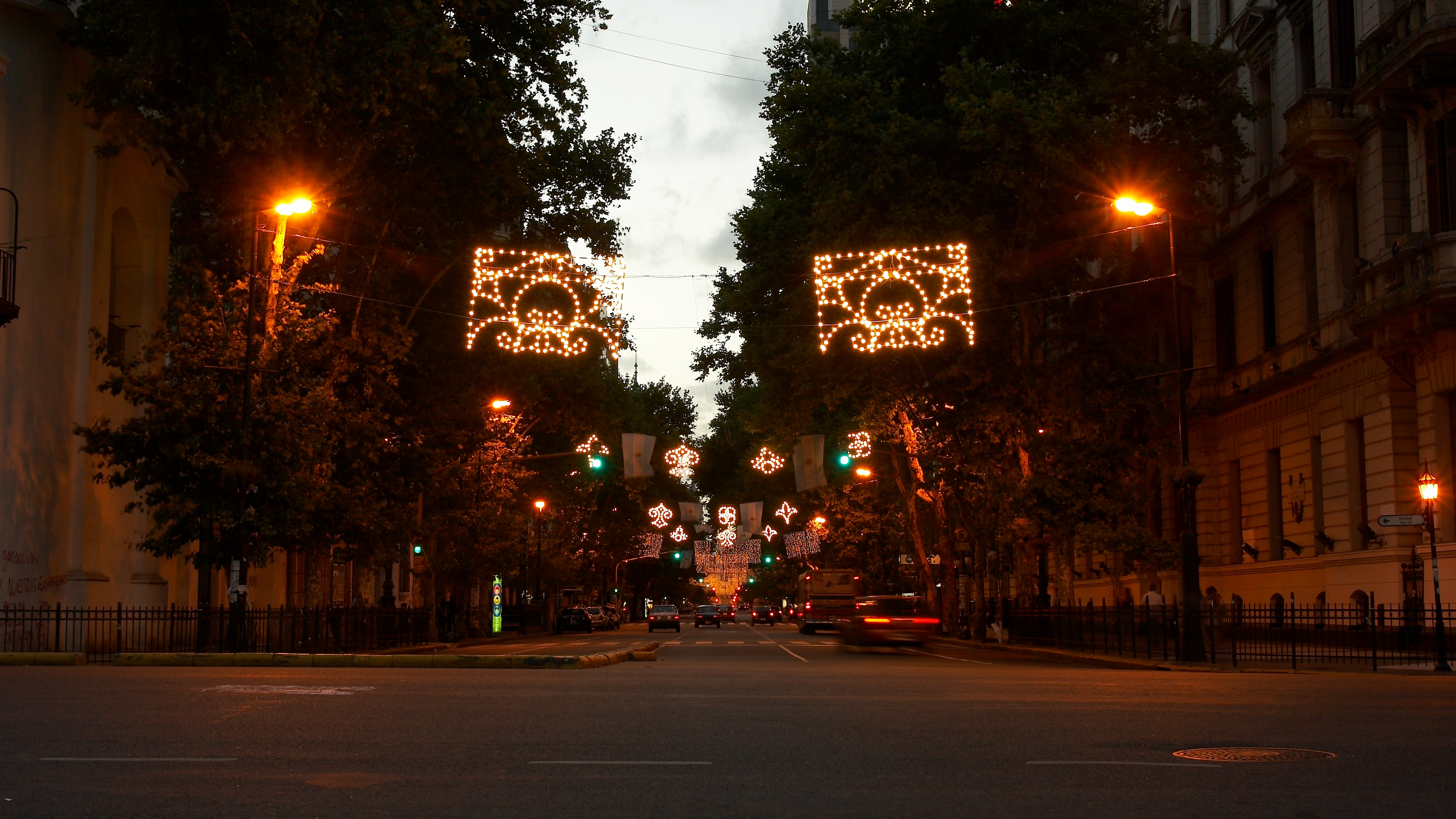
A avenida de noite, adornada para os festejos

Apesar de que a larga via foi pensada para albergar aos aristocratas locais e hóspedes estrangeiros, em pouco tempo as transformações sociais levaram a que a classe alta se deslocar para bairros mais nortenhos. Graças a sua perspectiva, larga e reta, unindo a Casa do Governo Nacional com a do Congresso legislativo, se foi convertendo em um ponto de reunião da cidade e a multidão dominou a cena. Começou a povoar-se daqueles que trabalhavam em seus estabelecimentos, dos que viviam em seus hotéis e departamentos, dos passeantes e dos que se reuniam em seus cafés.
Com o tempo se foi convertendo no cenário principal das manifestações políticas e laborais; e dos instantes de júbilo patriótico ou tristezas. Foi ideal para as marchas militares dos dias pátrios, os desfiles e os coloridos corsos de carnaval. Estes últimos antes se realizavam em ruas estreitas, mas l avenida apresentava a vantagem de dar lugar a várias filas para os carros e de calçadas largas para ver passar aos protagonistas. A partir de 1898 se autorizaram os festejos no horário das 18 a 24 horas. Havia desfile de disfarces, caretas, murgas e comparsas, estas duas últimas impulsionadas em seus inícios pela coletividade espanhola e pelos negros candombeiros.

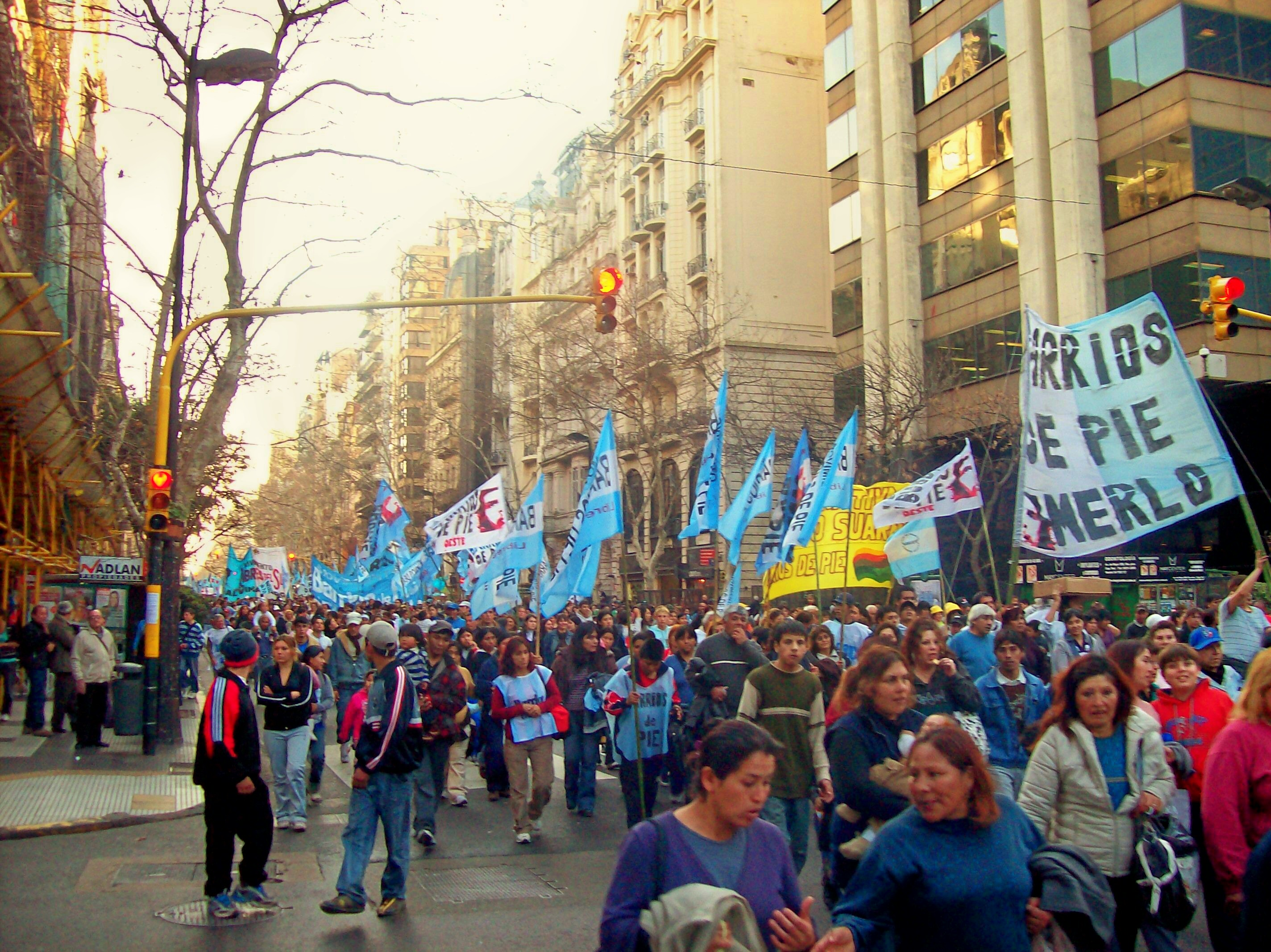
Típica marcha de manifestação

Durante as festas maias se realizavam as celebrações da Revolução de Maio e famílias inteiras se reuniam a observar-las desde os balcões alinhados. Para as festas do centenário, em 25 de maio de 1910, os comerciantes competiram entre eles para lograr a vitrine mais vistosa. A Infanta Isabel de Borbón, embaixadora da Espanha, recebeu tributo com uma noite no Teatro Avenida. Um grande desfile militar, donde participaram diversos regimentos dos países limítrofes, recorreu à artéria. O intendente da cidade, Arturo Gramajo, organizou um grande carrossel histórico que desfilaria pela avenida. Este número foi muito criticado pelo periodismo daquele então. O diário La Prensa, o qualificou de híbrido de propaganda comercial e manifestação patriótica pois junto com os carros que exibiam alegorias, troféus e objetos históricos se incluíram outras oferecidas em homenagem por numerosas firmas comerciais que ostentavam suas razões sociais respectivas em grandes letras.
Foi também o lugar onde se recebeu em 1926, entre aclamações da multidão de argentinos e espanhóis que gritavam e vitoriavam a Espanha, aos tripulantes do hidroavião espanhol Plus Ultra, entre eles seu comandante Ramón Franco, que bateu o recorde mundial de distância com escalas, voando desde a Espanha até Argentina. Também se recebeu numerosas vezes como herói ao popular Jorge Newbery, o aviador, desportista, engenheiro e homem da ciência argentino que foi um dos primeiros aviadores de fala hispânica e que tantos recordes que bateria em globo, avião ou deportes que praticava.
Por outra parte é a via eleita pelos mandatários presidenciais no dia que assumem para percorrer o trajeto que une o Congresso Nacional, onde se lêem os discursos, e a Casa Rosada, sede do poder executivo, e saudar ao povo reunido ao largo dela.
Por ela desfilaram também procissões tristes e dolorosas como a dos cortejos fúnebres dos presidentes mortos durante o exercício de seu mandato, como o caso de Juan Domingo Perón em 1974, e o de personagens ilustres e amados, como Eva Duarte de Perón em 1952.
Diversos acontecimentos cruéis também se desenvolveram nela. O primeiro no que fez mortos se produziu em 1º de maio de 1909 quando a polícia ao mando do coronel Ramón Falcón reprimiu com dureza a um grupo de anarquistas que se havia concentrado na Praça Lorea, ao oeste da avenida, chegando a matar a oito trabalhadores e ferindo a quarenta. Dita praça se converteria desde então em um lugar clássico das concentrações anarquistas.
Por outra parte, em seu interseção com a Avenida 9 de Julio, seria epicentro de manifestações de protesto maciço, como a que se gestou em 30 de março de 1982, organizada pela CGT-Brasil e que congregou a milhares de pessoas para exigir democracia para a ditadura militar daquele então, terminando logo de uma severa repressão policial.
Também tem sido sempre o lugar clássico das manifestações de direitos humanos.

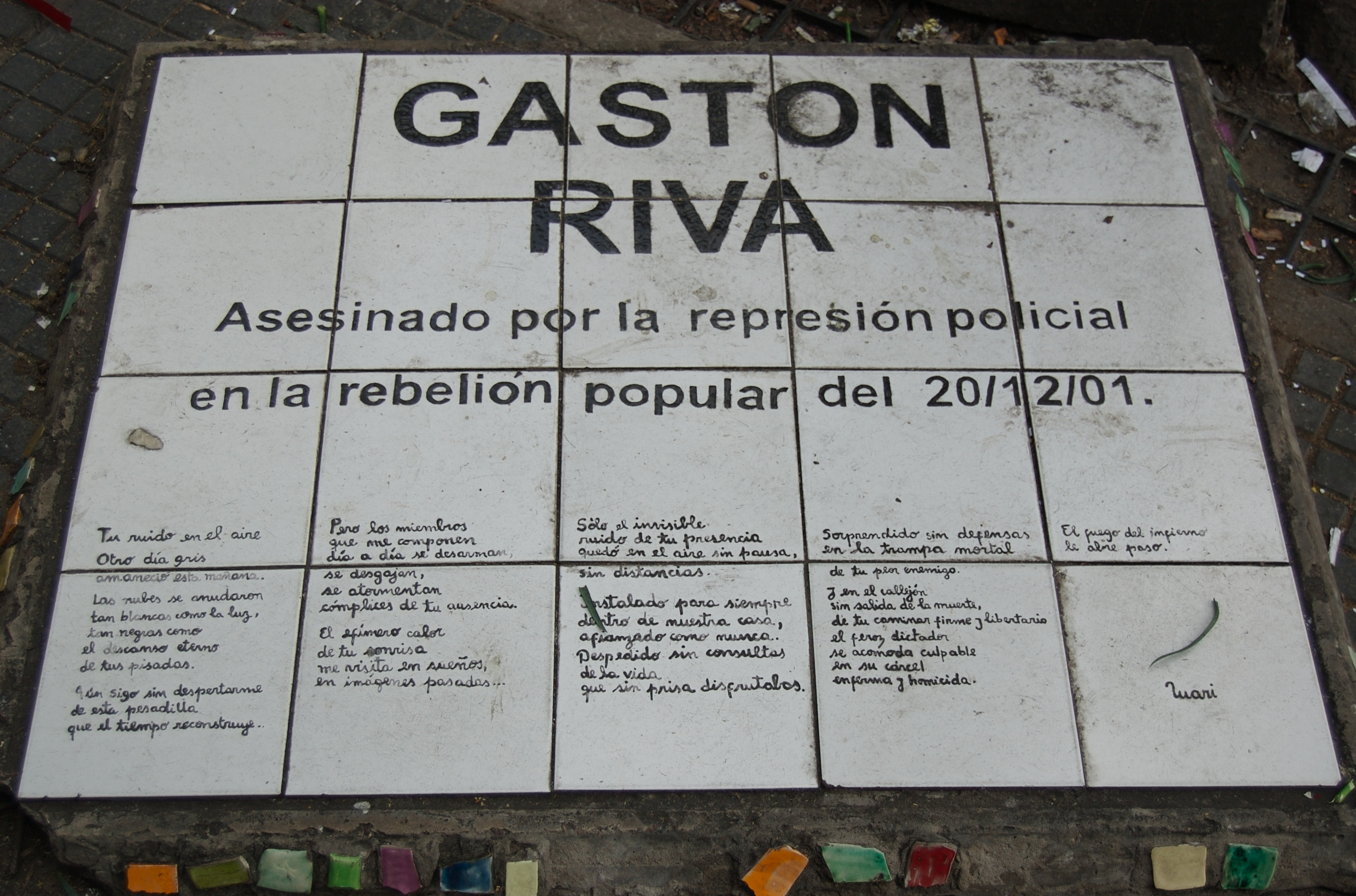
Placa memorial da morte de Gastón Riva

Foi, além disso, cenário principal do conflito social ocorrido em 19 e 20 de dezembro de 2001 conhecido com o nome de Cacerolazo. Durante o dia 20 a repressão policial provocou cinco mortes na cidade, dos delas na avenida, a de Gustavo Benedetto no sudoeste da interseção com a Rua Chacabuco, e a de Gastón Riva, na esquina nordeste com a Rua Tacuarí. Em ambos os lugares existem sendas placas improvisadas com cimento e mosaicos realizadas por familiares da vítima, com o nome desta e para citação:

### A decadência
O enorme otimismo no progresso do país que existia nas primeiras décadas do século XX se viu minado pelas crises econômicas e políticas que se sucederam a partir de 1930. Por outra parte a introdução do racionalismo na arquitetura de Buenos Aires, carente de toda ornamentação, deixou fora de moda para a graça da art nouveau que dominava a avenida.
Os edifícios que a engalanavam foram deixando-se de utilizar para a função pela que haviam sido construídos. Assim os fastuosos hotéis privados pensados para os endinheirados estrangeiros europeus alteraram sua clientela para a dos argentinos vindos do interior do país. Vários cafés fecharam e as sedes dos periódicos foram demolidas, abandonadas ou no melhor dos casos utilizadas para outra tarefa.
Depois dos anos cinquenta as plantas baixas dos edifícios foram desvirtuadas o destruídas ao ser destinadas a comércios. As finas ornamentações se foram perdendo, ocultando ou substituindo por materiais modernos mais funcionais, mas menos vistosos.

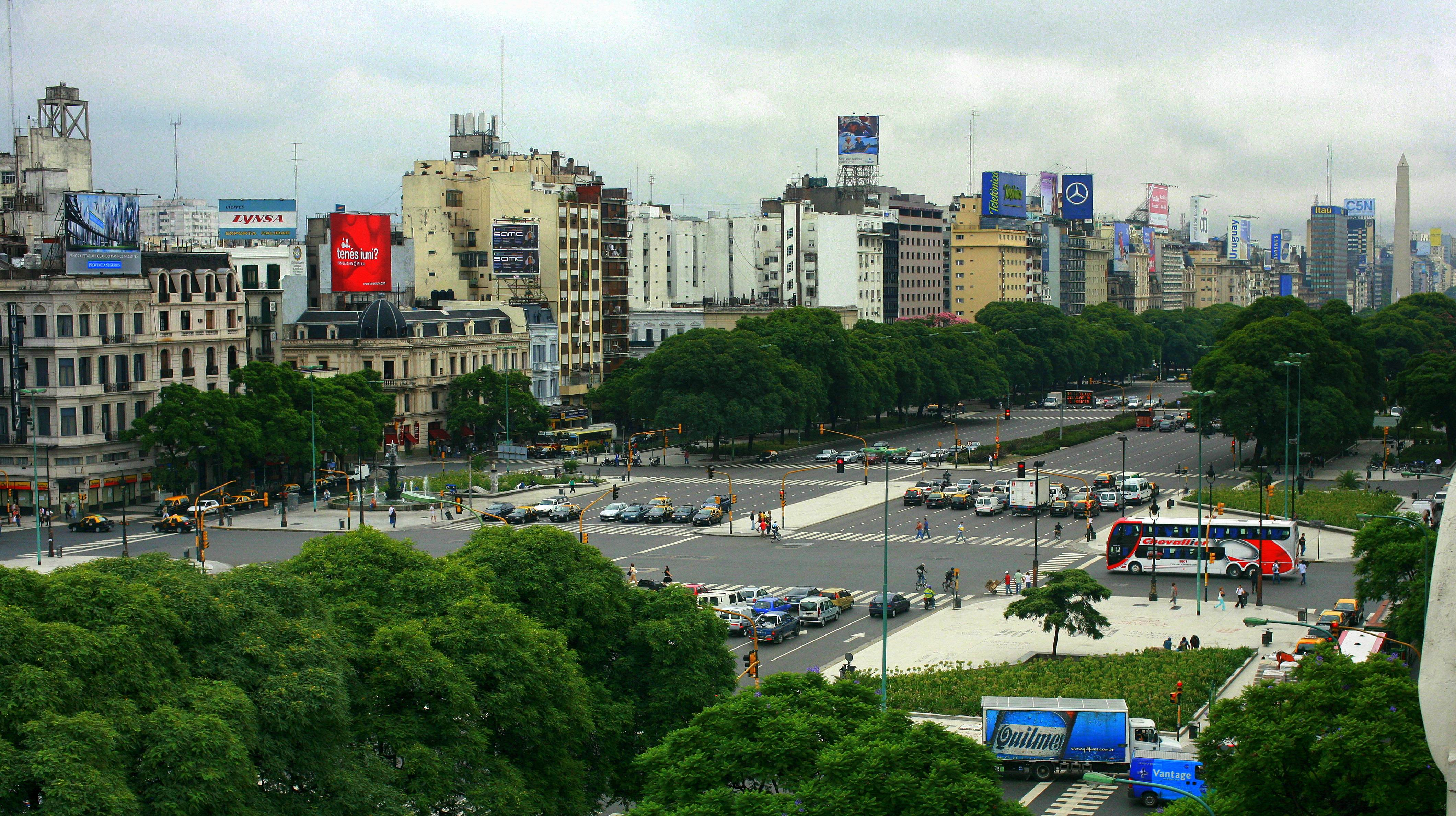
Cruzamento com a avenida 9 de Julio: o cruzamento está rodeado pelas praçoletas, majoritariamente brancas

Ao começar a baixar o valor dos terrenos, alguns velhos edifícios foram demolidos, pois o custo de repará-los no se compensava com sua venta, e em certos casos o terreno solo se usou como praia de estacionamento de autos.
O traçado da Avenida 9 de Julio aniquilou as quadras entre as ruas Lima e Bernardo de Irigoyen, levando-se entre outras construções o Teatro Maio e provocando uma ruptura da continuidade da avenida.

Atual tramo final da avenida

A partir dos anos sessenta a moderna pero insulsa arquitetura lhe fez perder ainda mais seu caráter para a nobre via.
Quando em 1968 se estabeleceu a circulação de mão única para a Avenida de Maio, se lhe construiu uma curva em seu tramo final, desde Sáenz Peña hacia o norte, para uni-la desde então com a avenida Rivadavia, separando dita curva o setor nordeste da Praça Lorea com o sudoeste, ao qual se o chamou Plaza Mariano Moreno, em honra ao patriota argentino que era honrado em dito sítio e desde o ano do centenário da Revolução de Maio com uma escultura do espanhol Miguel Blay que ainda se mantém.

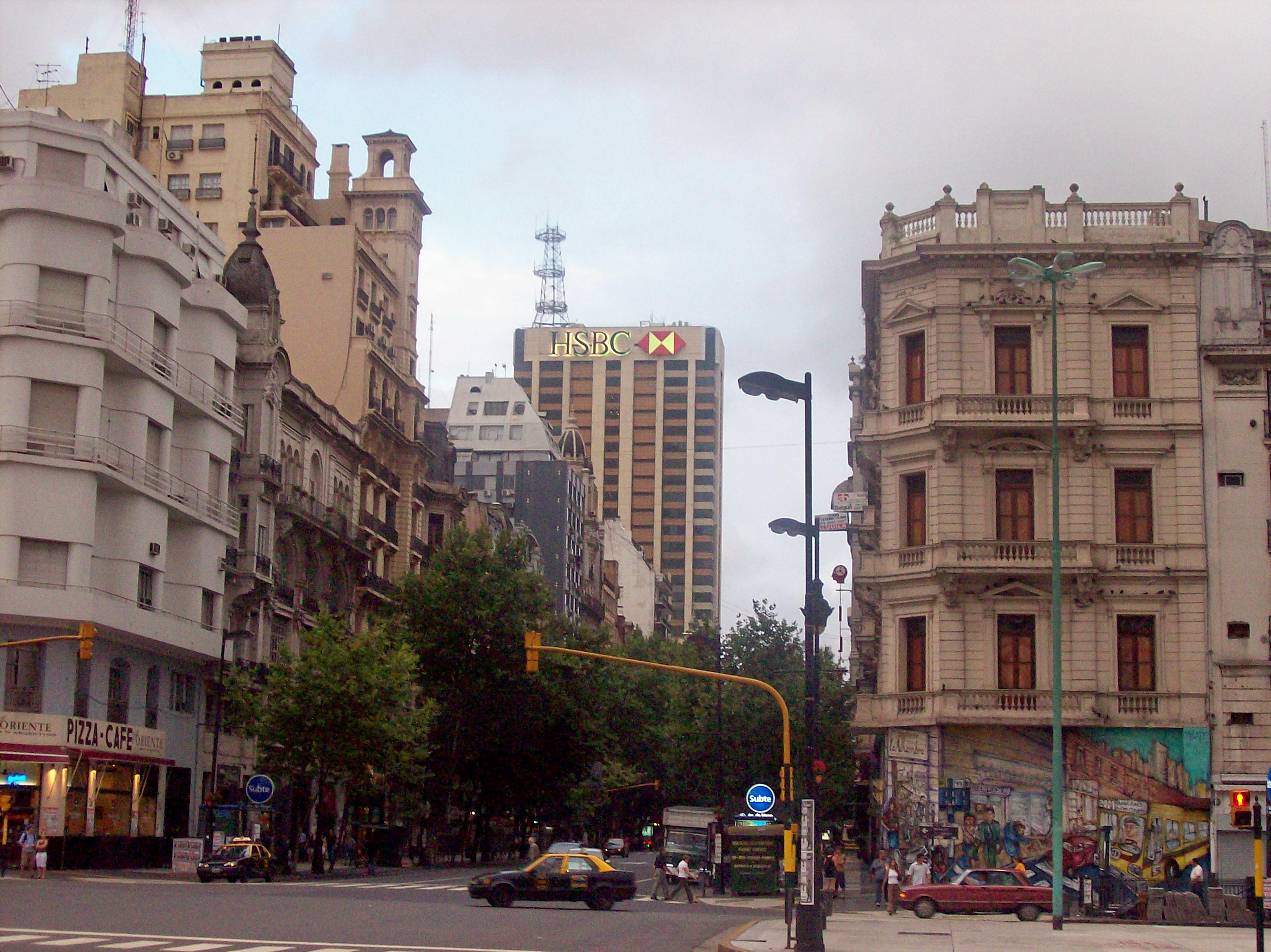
A torre de escritórios rompe a estética visual do conjunto das fachadas.

Tal vez o pico máximo da degradação estética foi o que lhe provocou a construção finalizada em 1985 do edifício comercial torre La Buenos Aires, conhecido também como HSBC —por haver sido ocupado pelo banco desse nome —, na esquina noroeste com a Rua Chacabuco. Sua altura é muito maior comparando com resto dos edifícios que o rodeiam e seus 29 pisos o constituem no mais alto da avenida. Para pior se encontra ilhado de seus vizinhos, é dizer, carece de medianeiras, agredindo, todavia mais ainda a continuidade edilícia.

### Ressurgimento
Com o tempo muitos edifícios foram construídos sem nenhuma relação nem respeito pelo patrimônio arquitetônico. Nos últimos anos o P.R.A.M. (Programa de Revitalização da Avenida de Maio), produto do Tratado Geral de Cooperação e Amizade entre os governos de Espanha e Argentina tem corrigido significativamente isto buscando recuperar a memória histórica da cidade e seu patrimônio. Neste projeto participaram o governo da cidade de Buenos Aires, a Agência Espanhola de Cooperação Internacional (AECI) e a Comissão Nacional do Quinto Centenário da Espanha.
Também se lhe foram colocados bancos em suas fachadas, até chegar aos 113 em 2009. Desta maneira se buscou que os turistas se possam sentar a descansar ou ler, e que desta maneira Buenos Aires seja um lugar não que dêem nojo de ficar-se. Se os localizou de tal maneira que desde cada uno se observa um imóvel histórico, antigo, o chamativo. Foram desenhados pela arquiteta Diana Cabeza. São bem sólidos para evitar entre outras coisas que sejam danificados por alguma das numerosas manifestações que por ela passam. São de 1,4 metro, de concreto reforçado, superfície não porosa e cor parecida ao das fachadas da avenida.